# История Теннесси

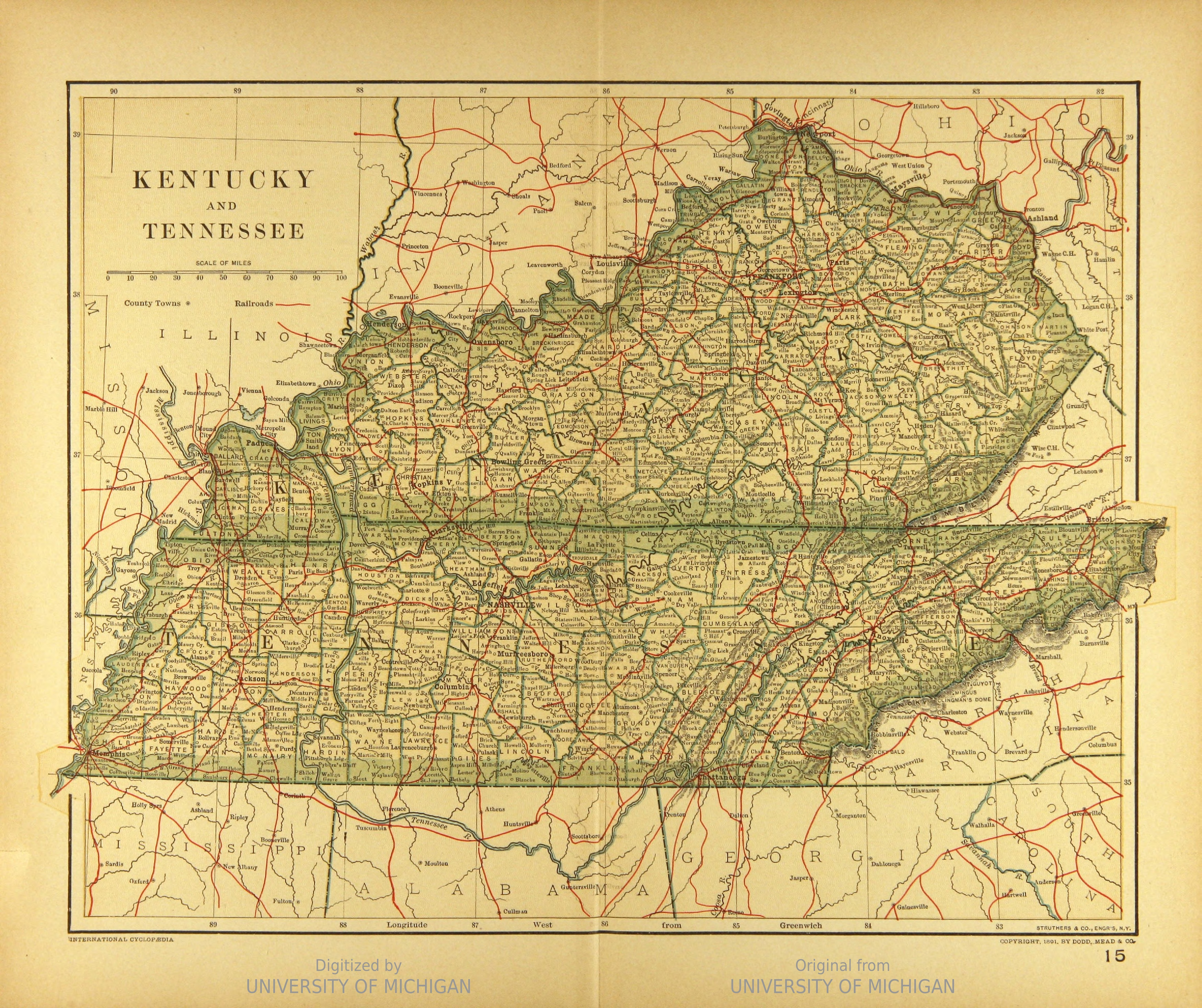
Карта Кентукки и Теннесси (снизу) 1894 года

История штата Теннесси начинается примерно 12 000 лет назад при появлении первых людей; около 1000 года вдоль основных рек Теннесси распространилась Миссисипская культура. В XVI веке по территории Теннесси прошли несколько испанских экспедиций (например, экспедиция де Сото), а в 1673 году появились первые британские путешественники, и в том же году француз Жак Маркетт впервые нанёс реку Теннесси на карту. Французы основали здесь несколько торговых постов, но к 1740-м годам все они были заброшены. В 1756 году жители колонии Южная Каролина построили форт Лоудон — первое британское поселение в Теннесси.
В 1772 году на востоке Теннесси колонисты создали полунезависимую Уотогскую республику, которая в 1776 году вошла в состав штата Северная Каролина как округ Вашингтон. В 1784 году часть округов попытались обрести независимость как штат Франклин, но эта попытка не удалась. В 1789 году Северная Каролина ратифицировала Конституцию США и одновременно отказалась от своей западной части в пользу федерального правительства. На этих землях была образована Юго-Западная территория. В 1795 году жители Теннесси создали свою первую конституцию и тем превратили территорию в штат, который 1 июня 1796 года стал 16-м штатом США. Добровольцы из Теннесси участвовали в войне с Англией в 1812 году, и затем во многих других конфликтах, что дало штату прозвище «Штат добровольцев».
В Теннесси сначала доминировали сторонники Демократическо-республиканской партии, и затем сторонники президента Эндрю Джексона, однако политика последнего привела к расколу в партии и формированию партии вигов, после чего Теннесси оказался в лагере противников Джексона.
Когда в 1860 году южные штаты начали выходить из состава Союза, Теннесси сначала был против выхода, но после начала Гражданской войны настроения изменились; в июне Генеральная Ассамблея проголосовала за сецессию, и Теннесси стал последним штатом, который покинул Союз. Жители восточного Теннесси были против выхода, что привело к расколу штата и внутренней гражданской войне. В 1862 году федеральной армии удалось захватить несколько крупных городов в штате, а в январе 1863 года она выиграла Сражение при Стоун-Ривер, что дало ей полный контроль над штатом. Летом федеральная армия в ходе Туллахомской кампании вытеснила из штата южную Теннессийскую армию. После войны Теннесси стал первым штатом, который вернулся в Союз (24 июля 1866 года), по этой причине он избежал военной оккупации. В штате началась Реконструкция, но в 1870 году демократы вернулись к власти в штате и свернули многие реформы.

## Ранняя история
Точно не известно, когда первые люди (палеоиндейцы) проникли на Североамериканский континент, но в Теннесси они пришли в конце Плейстоцена — примерно 13 000 лет до настоящего времени. Это были охотники и собиратели, которые жили небольшими группами по 25—50 человек. Их было довольно много, так что в Теннесси обнаружено более сотни стоянок того времени, и все они относятся к Кловисской культуре. Особенно высока была плотность населения на западе долины Тененесси, возможно, это было самое населённое место на всём континенте. Памятником той эпохи является Коатс-Хайнс — место, в котором были найдены остатки мастодонта со следами повреждений, говорящих о том, что он был убит на охоте. Палеоиндейцы прожили в Теннесси почти 3000 лет — до тех времён, когда мегафауна вымерла, что произошло примерно 10500 лет назад. После этого людям пришлось переключиться на более мелкую дичь, в основном оленей, что изменило их образ жизни и стало началом нового исторического периода.

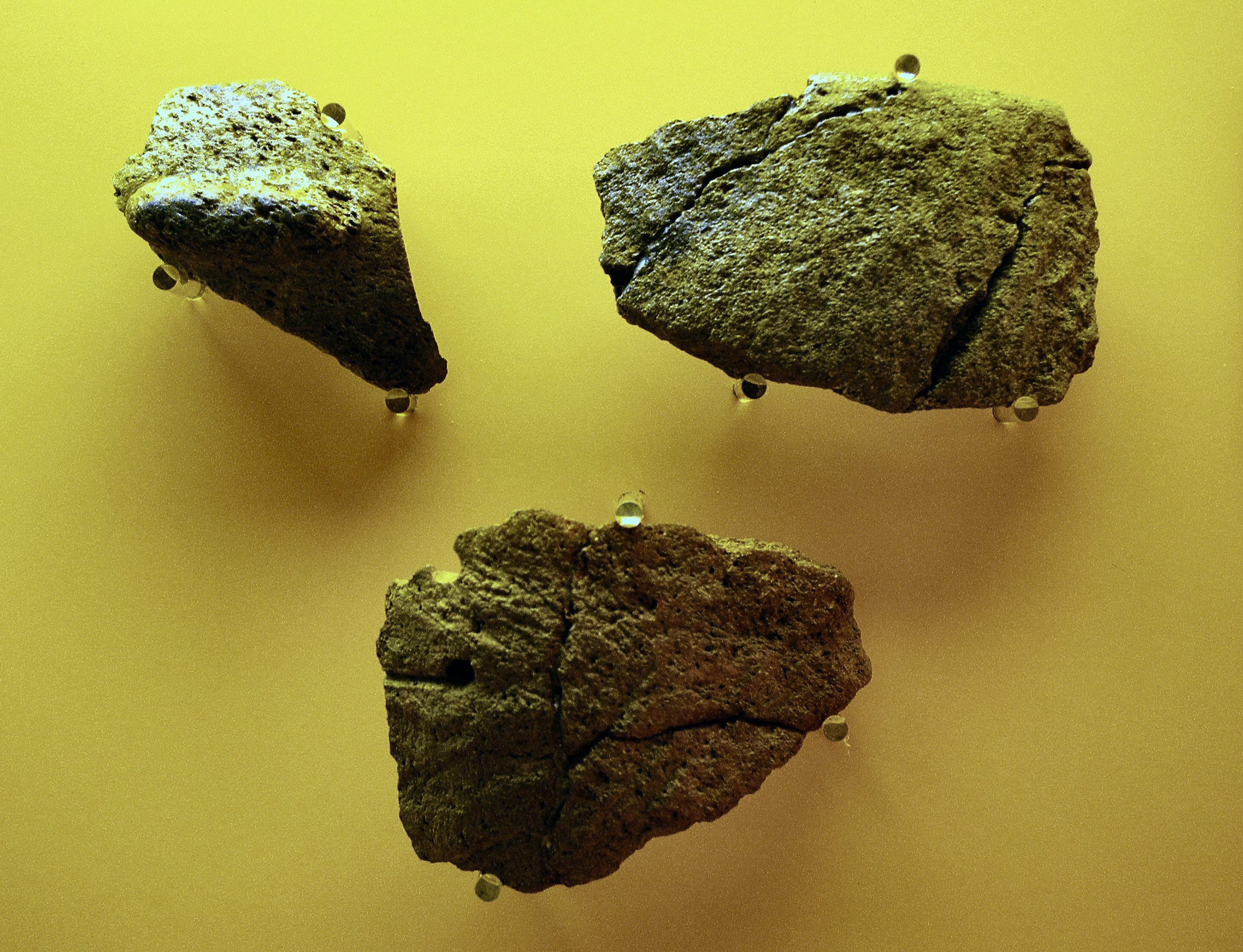
Обломки стеатитовой посуды архаического периода в музее Грейт-Смоки-Маунтен

Первой и самой длительной эпохой в истории обитателей Теннесси стал Архаический период, который растянулся на 7000 лет. Он начался на границе плейстоцена и голоцена примерно 10000 лет до настоящего времени. Главным признаком периода было отсутствие керамики, с появлением которой начинается Вудлендский период. В то время люди не знали луков и охотились в основном на оленей с использованием копий. Первой фазой Архаического периода стал Ранний Архаический период (8000—6000 до н. э.), когда вымирала мегафауна (мамонты и мастадонты), а саванны сменялись лиственными лесами. В то время в Теннесси жили две культурные общности, различавшиеся формой наконечников копий. В конце периода стало теплее и суше, и около 5500 года до н. э. начался Средний Архаический период. Человек начал широко применять в пищу моллюсков, в результате чего на их стоянках находят большие свалки раковин. В это же время люди начали сознательно хоронить умерших.
Поздний Архаический период начался около 3000 лет до н. э. К 2000 году климат стал близок к современному, население стало расти, появились крупные сезонные стоянки, появилась первая керамика, ещё грубая и примитивная, человек впервые научился сажать растения. В этот период появляются первые пещерные рисунки.
Около 300 года до нашей эры начался Вудлендский период. В Теннесси самыми известными стоянками той эпохи являются Призон-Маундс и Олд-Стоун-Форт. В это время человек вёл тот же образ жизни, что и ранее, но более эффективно использовал природные ресурсы. Люди жили всё более оседло, предпочитая селиться около больших рек, и в это же время стала развиваться торговля между различными регионами: так, в Теннесси найдены предметы из Джорджии и Луизианы. Начало появляться земледелие, человек начал выращивать подсолнухи, киноа, канареечник каролинский и некоторые другие культуры, а около 200 года нашей эры освоил кукурузу. Завезённая из Мексики бутылочная тыква использовалась в качестве посуды. В этот же период распространилось производство керамики. Усложнились похоронные ритуалы и люди стали строить курганы и иные сложные земляные сооружения. Особый интерес представляет сооружение в Олд-Стоун-Форт, предназначение которого пока не определено.

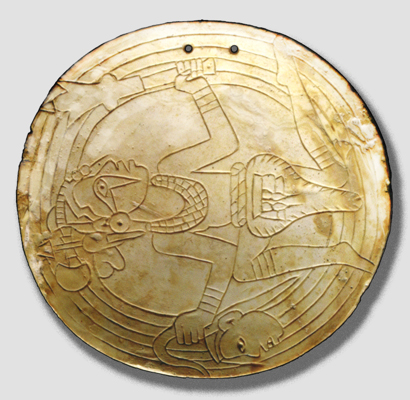
Украшение миссисипской эпохи из поселения Спринг-Маунд.

Около 900 года нашей эры начался Миссисипский период (или период Миссисипской культуры). Он характерен сильно развитым сельским хозяйством, основанным на выращивании кукурузы, и сложной религиозной, социальной и политической организацией. Поселений стало больше, они стали крупнее, ритуальные земляные сооружения стали более сложными. Люди стали производить больше керамики, иногда сложной формы, например, кувшины в виде собак и животных. Человек научился использовать самородную медь, обрабатывая её методом холодной ковки и превращая в пластинки для ритуальных украшений. Кукуруза была основой сельского хозяйства в этот период, а около 1000 года началось выращивание бобов. С 1200 по 1400 год долины рек Миссисипи, Теннесси и Камберленд были плотно освоены фермерами.
В Миссисипский период сформировалась сложная система поселений: встречались города большого, среднего и малого размера, одиночные хозяйства, а также охотничьи лагеря. Эта система особенно характерна для периода после 1400 года. Большие города занимали площадь от 2 до 10 акров и обычно были обнесены частоколом. Крупнейшие из них, вероятно, были региональными культовыми центрами. В ту эпоху усложнился культ мёртвых, и при поселениях появлялись погребальные курганы или целые кладбища. Захоронения в Теннесси напоминают захоронения в соседних штатах, поэтому их принято объединять в Юго-восточный церемониальный комплекс. Однако после 1450 года жители покинули Западный Теннесси и частично Восточный Теннесси. Первые испанские исследователи ещё застали несколько поселений этой культуры. Из-за войн и эпидемий миссисипская культура почти исчезла, но на её основе сформировались культуры индейцев чикасо на западе штата и чероки на востоке штата.

### Первые исследования
Первыми европейцами, посетившими земли Теннесси были испанцы экспедиции Эрнандо де Сото. Они прошли Джорджию, край Южной Каролины и в начале июня 1540 год вошли в Теннесси по долине реки Хивасси. Оттуда они вышли к реке Теннесси выше современной Чаттануги и немного ниже по течению нашли остров, населённый индейцами чероки. Одно время предполагалось, что Де Сото описывает остров Бёрнса, но впоследствии археологи соотнесли упомянутый в отчёте остров с островом Уильямса возле Чаттануги. Пробыв на острове три недели, испанцы отправились дальше и вышли к реке Миссисипи примерно около современного Санфлаур-Лэндинг в штате Миссисипи. Впоследствии в 1566 и 1567 годах экспедиции Хуана Пардо приходили к острову и построили на нём форт, который стал первым фортом, построенным европейцами на территории штата Теннесси. Впоследствии форт был заброшен, а затем разрушен индейцами.
Пардо и Де Сото не нашли в Теннесси золота, в результате чего испанцы утратили интерес к региону. Началась однако торговля между местными индейцами и испанцами Флориды. Только через сто лет в Теннесси снова появились европейцы: Жак Маркетт и Луи Жолье вышли к реке Миссисипи со стороны Великих Озёр, спустились вниз по реке и в 1673 году достигли Теннесси. 4 августа 1673 года Маркетт написал письмо, обозначив место написания как «35-я широта», то есть примерно место современного Мемфиса. Долгое время считалось, что Маркетт был первым после испанцев европейцем в Теннесси, но потом были найдены документы, согласно котором в том же году в Теннесси появились англичане. Ещё в 1671 году года английская экспедиция Томаса Бэттса и Роберта Фэллама вышла из форта Генри (современный Питерсберг), перешла Голубой хребет и достигла реки Нью-Ривер. В 1673 году вирджинец Абрахам Вуд отправил на запад экспедицию Джеймса Нидема, которая привела в форт Генри представителя индейцев для переговоров о торговле, но впоследствии Нидем был убит индейцами. Один из участников экспедиции прожил среди индейцев несколько лет и вернулся в Вирджинию только в 1674 году. С этого момента началась торговля теннесийских чероки с Вирджинией.
В 1682 году экспедиция Роберта де ла Саля спустилась вниз по Миссисипи и построила Форт Прюдомм около Чикасо-Блафф. В 1689 году Мартин Шартье, женатый на женщине племени шауни, добрался до поселений шауни на реке Камберленд около современного Нашвилла. Он пробыл там до 1692 года, а потом уехал в Пенсильванию, где основал торговый пост. Чуть позже, но до 1696 года, другой француз, охотник Жан Котун, проследовал вверх по реке Теннесси и оттуда в Чарльстон, где предложил южнокаролинцам активнее колонизировать земли на западе. В 1700 году он привёл отряд колонистов к реке Миссисипи и так была налажена торговля между Южной Каролиной и землями Теннесси. От Котуна англичане узнали о колонизационных усилиях Франции, которая в те годы активно создавала торговые посты на Миссисипи, и один временный (1710—1714) торговый пост появился на месте Нашвилла. Основатель этого поста был убит в 1714 году, когда чикасо вытеснили шауни с берегов реки Теннесси.

### Войны чикасо
Между Британией и Францией шла борьба не только за влияние на племя чероки в восточном Теннесси, но и за племя чикасо в западном Теннесси. Пробританская ориентация чикасо серьёзно угрожала положению Франции, поскольку чикасо контролировали реку Миссисипи — важную коммуникацию между Новым Орлеаном и Канадой. Французам удалось заключить союз с индейцами чокто, но все попытки склонить на свою сторону чикасо провалились. Не добившись успеха дипломатией, французы прибегли к силе: сначала они поощряли чокто нападать на чикасо, потом применили и собственную армию: этот конфликт известен как Войны чикасо. В 1736 году, во время Второй войны чикасо, индейцам удалось разбить две французские армии. В 1739 году началась Третья война чикасо: Бьенвилль с армией в 3600 человек достиг места современного Мемфиса и построил там форт Ассампшен. Чикасо сумели разбить авангард французов, но в итоге пошли на переговоры: они обещали не нападать на французские суда на Миссисипи, а французы обещали не поощрять индейцев Огайо к нападению на чикасо, но сохранили за собой право поддерживать индейцев чокто. В итоге французам не удалось полностью разбить чикасо, но кампания 1740 года была в целом успешной. Впоследствии набеги чокто так ослабили чикасо, что они перестали представлять угрозу для французов.

### Война с французами и индейцами

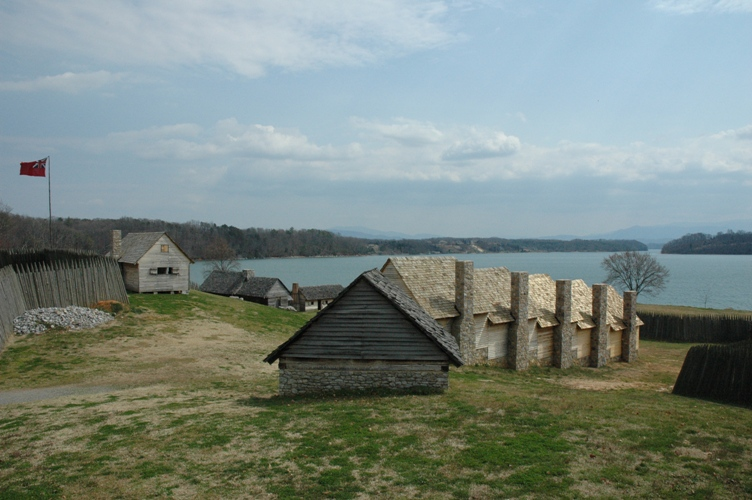
Форт Лоудон (реконструкция)

В 1746 году Джеймс Глен, губернатор Южной Каролины, узнал о появлении французских агентов среди чероки и предложил построить форт для защиты от французов. Чероки согласились и даже настаивали на необходимости такого форта, но Гленну не удалось заставить ассамблею колонии предпринять какие-то действия. Межде тем французы начали проникать в долину Огайо, что привело к конфликту с властями Вирджинии и началу Войны с французами и индейцами. Губернатор Вирджинии Роберт Динвидди обратился за помощью к индейцам катоба и чероки. Это вызвало беспокойство у губернатора Глена, который опасался, что переговоры с вирджинцами нарушат южнокаролинскую монополию на торговлю с чероки. Летом 1754 года британские власти велели Глену построить форт в землях чероки за счёт Вирджинии, но Вирджиния не выделила достаточно средств. Когда планировалась экспедиция Брэддока, губернатор Вирджинии вновь рассчитывал на помощь чероки, но Глен опять возражал, и когда Брэддок был разбит индейцами, Динвидди объяснил это отсутствием чероки при экспедиции. В декабре 1755 года чероки снова и настойчиво потребовали постройки форта, и ассамблея Южной Каролины дала согласие, но не выделила достаточных средств для этого. Летом 1756 года Глен был готов начать строительство на частные средства, но в этот момент его сняли с должности. И только в конце года новый губернатор Литтлтон отправил за Аппалачи экспедицию, которая начала строить форт на берегу реки Литтл-Теннесси.
Форт был достроен к 1757 году, однако несмотря на это отношения англичан с чероки начали портиться: чероки были недовольны южнокаролинскими торговцами и обратились к Вирджинии с предложением начать торговлю, но вирджинские власти не смогли выполнить это требование. Кроме того, вирджинцы обещали прислать гарнизон для форта в землях чероки, но не сделали этого. В мае 1758 года произошло столкновение вирджинских колонистов с чероки из-за украденных лошадей. Вождь Аттакуллакулла отправился в Вирджинию для переговоров, где по ряду причин оказался в тюрьме. Он был вскоре освобождён, но это событие привело к волнениям среди чероки, которые к концу 1759 года переросли в Англо-черокскую войну. В феврале 1760 года чероки напали на форт Принс-Джордж. В апреле в их земли был послан отряд британской армии под командованием Арчибальда Монтгомери, но он не смог пробиться к осаждённому Лоудону. 7 августа форт сдался, а его гарнизон был перебит индейцами во время отступления в Вирджинию. В мае-июне 1761 года отряд генерала Гранта совершил рейд, разрушив несколько поселений индейцев. Это заставило индейцев пойти на переговоры и в итоге 17 декабря 1761 года был подписан мир, положивший конец войне.
Война сократила количество чероки с 5000 до 2500 человек, и в то же время многие европейские военные смогли увидеть их земли в ходе боевых действий и впоследствии вернулись сюда уже в качестве поселенцев.

### Первые поселенцы
Война с Францией завершилась в 1763 году, и по условиям Парижского мира Франция уступила Британии все земли до реки Миссисипи. С этого момента постепенно началось заселение территории Теннесси колонистами из Вирджинии, Северной Каролины и Пенсильвании. Среди них были англичане, французы, ирландские шотландцы и большое количество пенсильванских немцев. Ещё в 1745 году Джеймс Патон из округа Огаста получил большой земельный грант у реки Холстон. Он стал продавать участки и одним из первых поселенцев стал Стивен Холстон, в честь которого и была названа река. В 1753 году был получен грант на участок около современного города Бристол. В 1756 году был получен грант на участок в районе современного Кингспорта. Ещё ранее, в 1750 году, колонист Томас Уокер обнаружил Камберлендский проход и дал ему имя в честь герцога Камберлендского. Затем поселенцам помешала война, а в 1763 года Королевская декларация запретила колонистам селиться за Аппалачами.
Вирджинцу Джону Стюарту было поручено вести дела с индейцами, проживающеми к югу от реки Огайо. В 1768 году он договорился о границе с землями чероки от реки Риди до горы Трайон, и в том же году заключил с ними Договор при Хард-Лейбор, который продлевал границу дальше на север. В том же году был заключён договор в форте Стенвикс с ирокезами, которые уступили все земли к югу от реки Огайо, из чего колонисты сделали вывод, что они могут заселять территорию Кентукки и Теннесси, однако ирокезы только номинально владели этими землями, поэтому в 1770 году Стюарт заключил с чероки Лохаберский договор, не только вернув им фактическое право на их земли, но и добившись ряда уступок.
Первыми исследователями Кентукки и Теннесси были охотники, которые пришли сюда после того, как количество дичи стало уменьшаться к востоку от Аппалачей. В 1760 году в Теннесси пришёл Данэль Бун, в 1761 году двадцать охотников под предводительством Элайши Уолдена пришли из Вирджинии в восточный Теннесси, и назвали один из хребтов Уолденс-Ридж. Они ушли в Кентукки, но Уолден потом вернулся в Теннесси. К 1766 году долина реки Камберленд и Восточный Кентукки были уже хорошо изучены охотниками. В 1766 году у слияния Стоунс-Ривер и Камберленда появился отряд пенсильванских колонистов Джеймса Харрода и Майкла Стоунера. Примерно в те же годы регион посетил отряд капитана Джеймса Смита, при котором состоял Урия Стоун: в его честь была названа река Стоун-Ривер. Услышав рассказы Стоуна, в июне 1769 года появилась ещё одна большой отряд охотников, который добрался до реки Нью-Ривер и оттуда малыми группами разошёлся по всему региону. Охотникам помогало то, что в регионе не было индейских поселений, однако индейцы регулярно охотились на этих территориях и не желали видеть там белых; встречая охотников, они иногда убивали их, но чаще просто отнимали добычу. Так в 1770 году была ограблена охотничья экспедиция Генри Скэггса. В 1775 году под влиянием Скэггса и Буна была предпринята попытка создания Колонии Трансильвания.
Первым постоянным строением на территории Теннесси считается хижина Уильяма Бина, построенная в начале 1779 года на реке Бун-Крик у её слияния с Уотогой. Джеймс Фелан Младший писал в 1888 году, что с появления хижины Бина начинается собственно история Теннесси.

### Уотогская республика
Около 1770 года колонисты, в основном из Вирджинии и Северной Каролины, начали заселять долину реки Уотога. Когда в 1772 году была точно определена граница между владениями чероки и землями колоний, уотогские поселенцы оказались на индейской земле. Законы запрещали покупать землю у индейцев, и тогда они взяли её в аренду на 10 лет. Поскольку власти Северной Каролины не занимались управлением западной окраины, колонисты долины Уотоги в мае 1772 года заключили соглашение и сформировали местное самоуправление, известное как «Уотогская ассоциация». В 1775 году северокаролинцы заключили с чероки договор при Сикамор-Шоалс, выкупив большой участок земли в Кентукки, после чего жители Уотоги также договорились с индейцами, выкупив у них занятые ими владения. Британские власти объявили обе сделки незаконными, но в это время началась Война за независимость, и это заявление не имело последствий. Жители долины Уотоги были полностью на стороне восставших колонистов: им не нравились ограничения Королевской декларации 1763 года, не нравилась власть собственников Гренвиллского участка и политика британских администраторов в индейских землях.

### В составе Северной Каролины

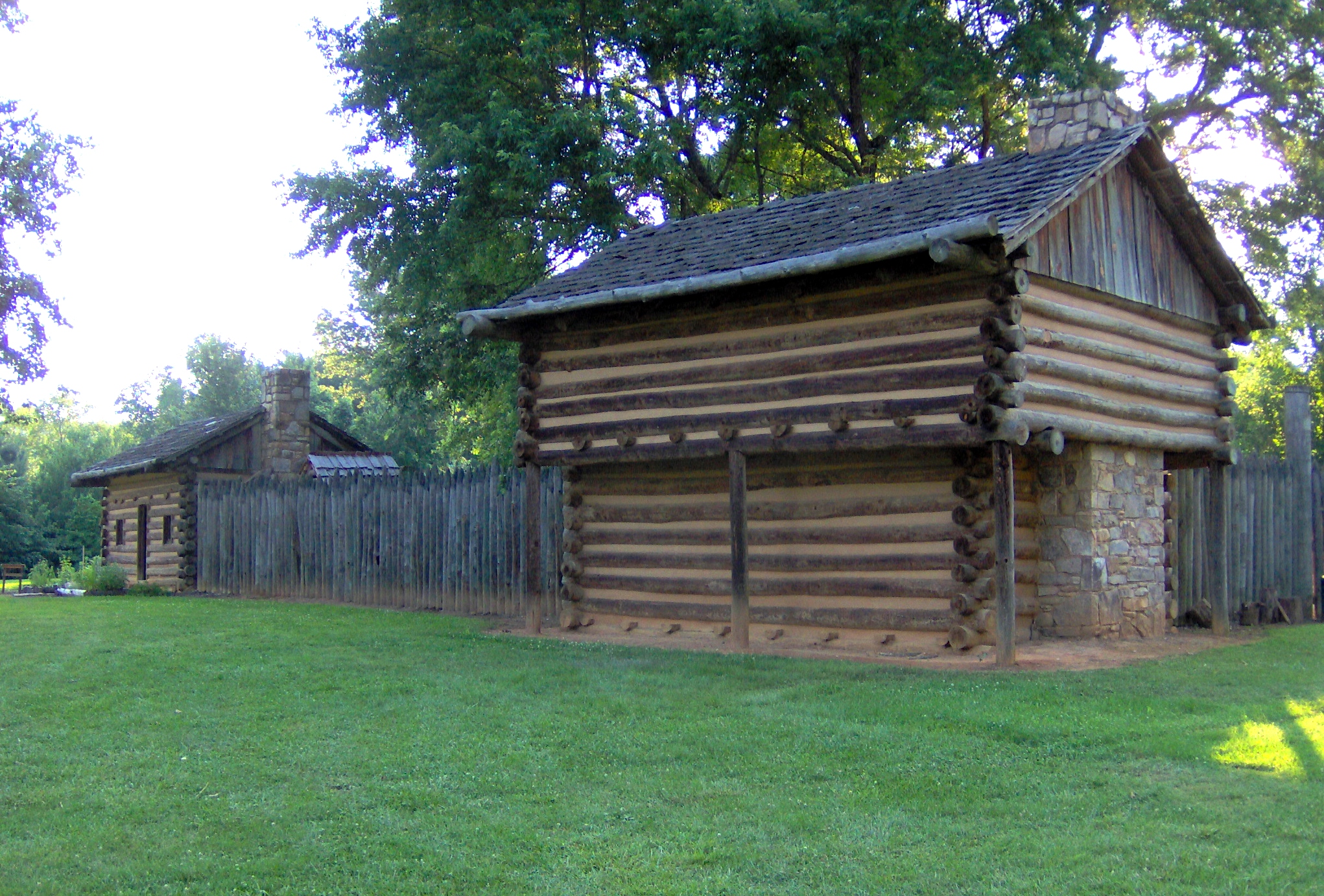
Форт Уотога, реконструкция.

Британские чиновники сначала не хотели, чтобы индейцы чероки вмешивались в конфликт британцев с американцами, но индейцев было трудно удержать в стороне от него. Нуждаясь в помощи, жители Уотоги обратились с петицией к Провинциальному конгрессу Северной Каролины, предлагая официально присоединиться к Северной Каролине, которая на то момент уже объявила о независимости и стала штатом. Конгресс принял предложение и принял уотогские земли в состав штата как «Вашингтонский участок». Уотогцы избрали делегатов в Конгресс, где они участвовали в разработке конституции Северной Каролины 1776 года. Вашингтонский участок был по сути округом, а не участком, поэтому в ноябре 1777 года он был официально переименован в округ Вашингтон. Его границы были расширены до всей территории будущего штата Теннесси.
Для защиты от индейцев в долине Уотога было построено несколько укреплений. Когда индейцы вторглись в долину летом 1776 года, колонисты оставили недостроенный форт Ли и отступили в форт Уотога. 20 июля чероки были разбиты в сражении при Айленд-Флэтс у укрепления Итон-Стейшен, а 21 июля индейцы атаковали форт Уотога, но были отбиты. В сентябре в форте Патрик Генри собрался отряд вирджинского ополчения под командованием полковника Уильяма Кристиана. Индейцы сразу запросили мира, и только вождь Волочащий Каноэ отказался идти на переговоры, уведя своих людей на запад к реке Чикамога, где они со временем превратились в так называемых «чикамогских индейцев». Летом 1777 года в местечке Лонг-Айленд начались мирные переговоры; по условиям заключённого договора чероки отказались от претензий на все земли, населённые белыми.
В 1779 году часть округа Вашингтон была выделена в отдельный округ Салливан. В мае 1780 года британская армия захватила Чарлстон, а затем вторглась в Северную Каролину. Северокаролинцы запросили помощи у жителей западных округов, и округ Салливан прислал 400 человек под командованием полковника Исаака Шелби, а округ Вашингтон — отряд Чарльза Робертсона. 18 августа они разбили лоялистское ополчение в сражении при Масгроув-Милл. Но вскоре генерал Гейтс был разбит при Кэмдене, и ополченцы запада отступили в долину Уотоги. Британский майор Патрик Фергюсон пригрозил уотогцам разрушить все их поселения, из-за чего Шелби и Севьер решили не ожидать вторжения, а нанести упреждающий удар. 25 сентября 1780 года они собрались в Сикамор-Шоалс, перешли горы, соединились с другими ополченцами и 7 октября разбили Фергюсона в сражении при Кингс-Маунтин. Это сражение заставило британского генерала Корнуоллиса отступить из Северной Каролины. Позже он вернулся и произошло сражение при Гилфорд-Кортхауз, в котором участвовал небольшой отряд западных ополченцев под командованием майора Чарльза Робертсона. Ещё 600 человек под командованием Шелби и Севьера присоединились к партизанам Френсиса Мэриона.

### Заселение долины Камберленда

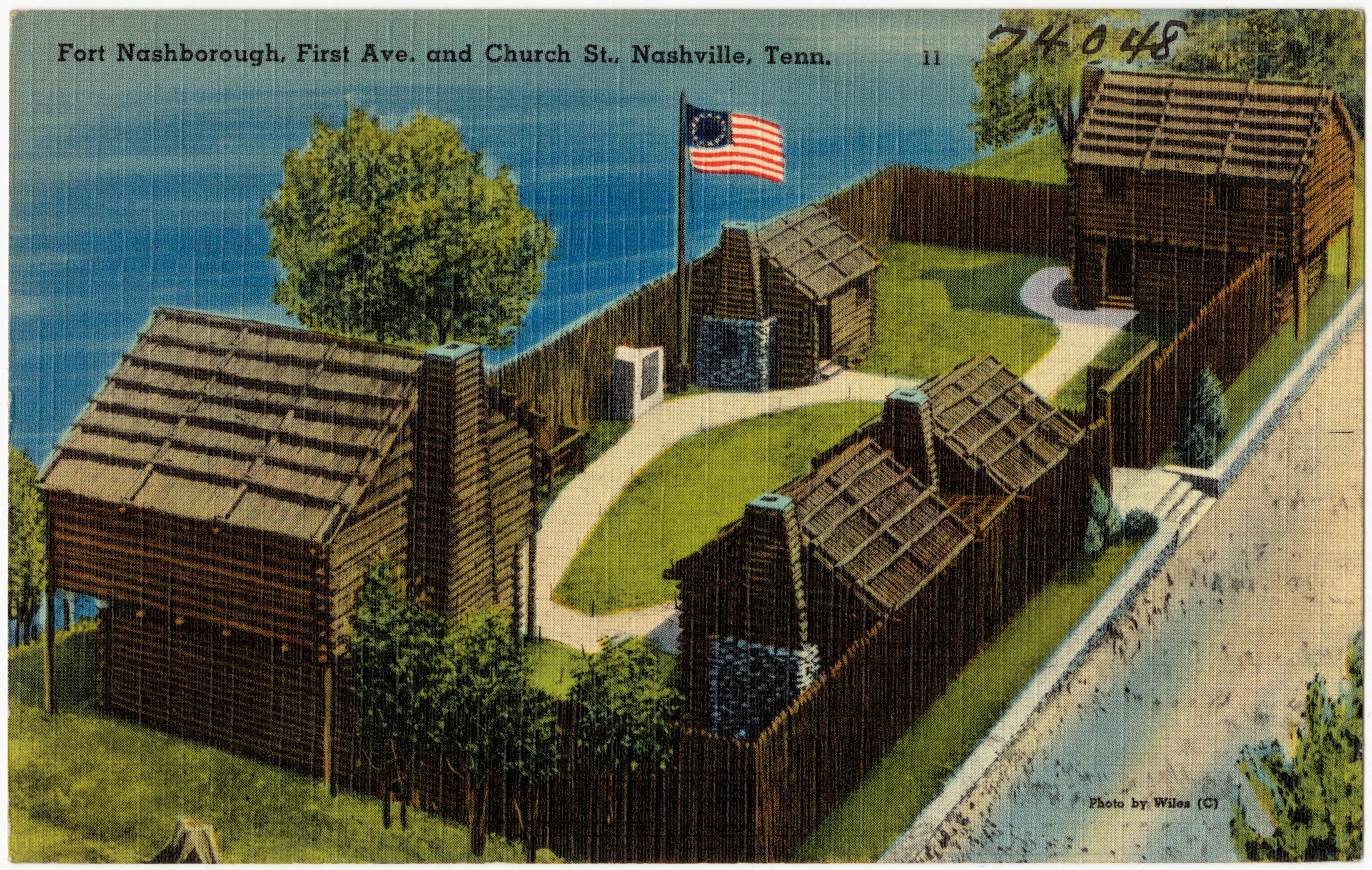
Реконструкция форта Нэшборо

Помимо поселений долины Уотоги существовали ещё поселения на реке Камберленд. Традиционно считается, что первым поселенцем на месте современного Нашвилла был франко-канадец Тимоти де Монбрен, который основал там торговый пост в 1769 году. Впоследствии он стал вице-губернатором Иллинойсской земли. Организованное заселение реки началось в 1779—1780 годах по инициативе Трансильванской компании. Северный берег Камберленда достался поселенцам по договору при Сикамор-Шоалс. Когда Вирджиния не признала права компании на земли, она стала заниматься колонизацией тех владений, которые попадали в границу Северной Каролины. Заселение шло двумя путями: Джеймс Робертсон привёл группу поселенцев через камберлендский проход и земли Кентукки в декабре 1779 года, а в январе 1780 года они основали поселение Нэшборо. Другой отряд колонистов прибыл по реке Теннесси под руководством жителя Уотоги Джона Донельсона. Всего к весне 1780 года прибыло около 300 поселенцев. Формально они оказались в границах округа Вашингтон, но так как их владения располагались слишком далеко от властей округа, 13 мая поселенцы подобно создателям Уотогской республики подписали Камберлендское соглашение о создании самоуправления. Его завизировали 256 человек, что говорит о необычно высоком уровне грамотности поселенцев.
Индейцы не населяли долину Камберленда, а только посещали её для охоты, поэтому они не сразу обнаружили поселенцев. Но с весны 1780 года нападения участились, что вынудило многих поселенцев покинуть долину. Джеймс Робертсон остался с частью сторонников, сумев договориться с индейцами чикасо, а в ноябре 1783 года был официально подписан мирный договор в Нэшборо, по условиям которого индейцы отказались от претензий на долину Камберленда. 15 марта 1783 года Камберлендская ассоциация составила петицию властям штата и в итоге 17 мая губернатор создал в долине округ Дейвидсон. Административным округом стал Нэшборо, который год спустя переименовали в Нашвилл.

### Штат Франклин

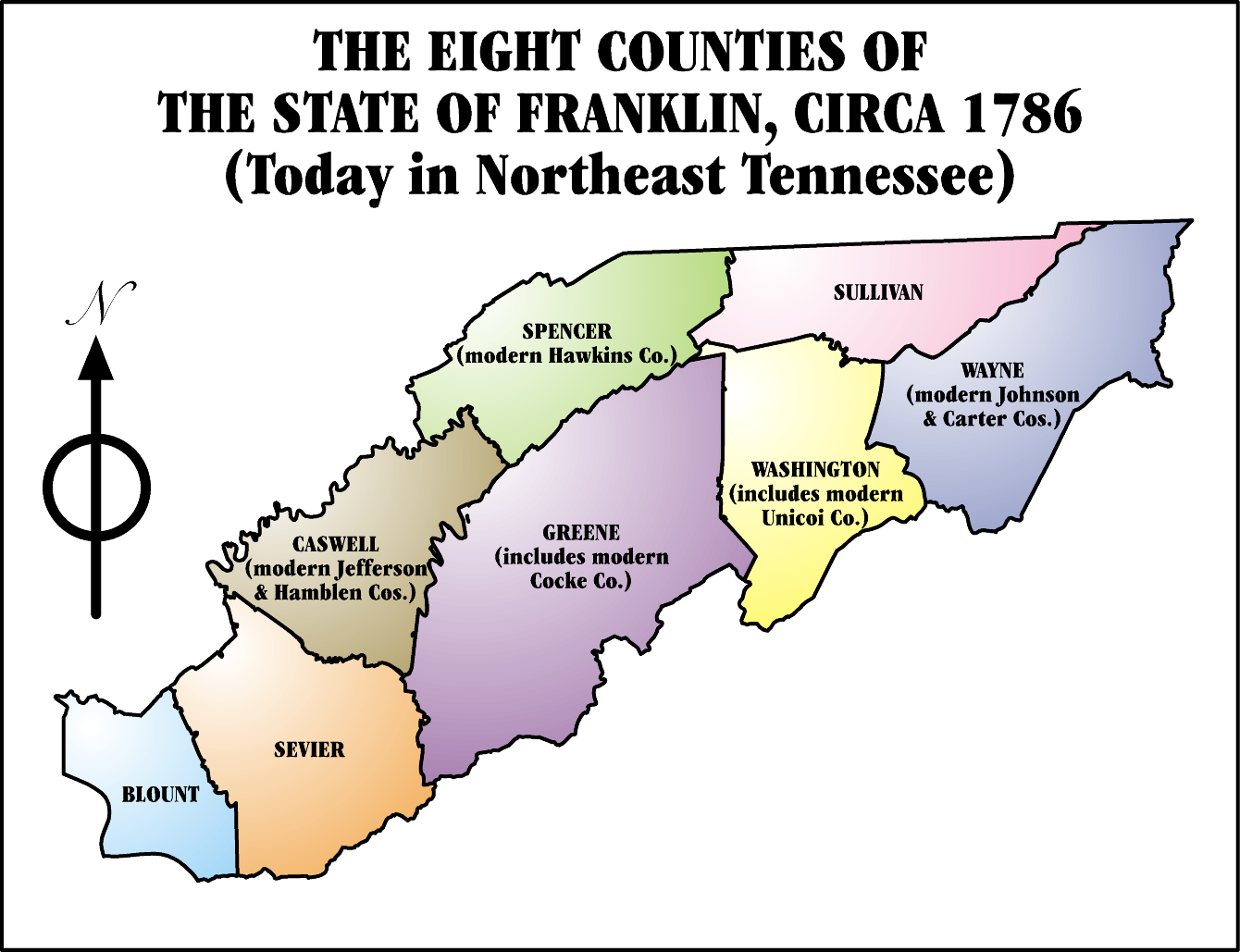
Округа штата Франклин в 1786 году.

В 1783 году американцы подписали мир с Британией, по условиям которого им достались все земли на запад до реки Миссисипи. Уже в то время Конгресс под давлением маленьких штатов стал требовать от больших штатов отказаться от претензий на земли запада. В 1783 году Вирджиния отказалась от претензий на земли Северо-Запада, но удержала за собой земли Кентукки, где началось движение за отделение от Вирджинии. 2 июня 1784 года ассамблея Северной Каролины официально отказалась от западных земель. 23 августа в Джонсборо собрался конвент представителей округов Вашингтон, Салливан и Грин под председательством Джона Севьера. Он постановил создать ассоциацию для создания нового штата и для переговоров с Конгрессом о его признании. Конвент разработал проект конституции «Штата Франклин», написанную на основе конституции Северной Каролины 1776 года. Однако 20 ноября 1784 года ассамблея Северной Каролины отозвала закон об отказе от западных земель. Участники конвента узнали об этом только в декабре, когда собрались на вторую сессию.
Чтобы смягчить реакцию жителей запада, ассамблея свела четыре западных округа в Вашингтонский участок, так что ополчение округов свелось в бригаду, а Джон Севьер был назначен командиром этой бригады в звании генерала. Севьер смирился с решением ассамблеи, но жители штата Франклин требовали независимости, поэтому он был вынужден присоединиться к большинству. В марте 1785 года собралась первая ассамблея нового штата, которая избрала Севьера губернатором. Власти Северной Каролины запросили разъяснений, на что им ответили, что Франклин объявляет себя свободным и независимым штатом, но что это не должно никак ущемить интересы Северной Каролины. Штат Франклин отправил запрос о признании в Конгресс США, но тот отказался его выполнить. В то же время в самом штате начался конфликт между двумя партиями, «франклинитами» и «топтонитами», за контроль над правительством. В 1787 году была принята Конституция США, в которой было прописано, что штат нельзя лишить части его территории без его согласия, что похоронило последние надежды сторонников независимости.
У штата были сложные отношения с индейцами чероки. Поселенцам удалось заключить с индейцами выгодные соглашения, но в 1785 году правительство Конфедерации заключило с индейцами Хоупвеллский договор, согласно которому часть территории штата Франклин оказалось на индейской территории, и Конгресс обязался выселить оттуда колонистов. К 1789 году идея независимости постепенно угасла и Северная Каролина восстановила контроль над этой территорией. Однако сама идея имела долговременные последствия: возможность независимости восточного Теннесси всерьёз обсуждалась в 1841—1842 годах и в годы Гражданской войны и реконструкции.

### Переход под федеральное управление
В 1786 году разочарование Конгрессом Конфедерации привело к тому, что на Западе стали популярны идеи независимости от восточных колоний. Эти настроения поддерживали агенты Испании, которая опасалась за безопасность своих владений во Флориде и Луизиане. Испания запретила американцам навигацию на реке Миссисипи, надеясь, что это затормозит заселение Запада. Некоторым жителям Теннесси казалось, что если они договорятся с Испанией, то та может открыть им навигацию по реке и поможет в обороне от индейцев. Политики штата Франклин начали переговоры с Испанией, вероятно, желая таким образом надавить на Северную Каролину и заставить её отказаться от претензий на Теннесси. Во всяком случае, они открыто рассказывали властям Каролины о планах и предложениях Испании.
Межде тем Северная Каролина сама ещё не вошла в состав США. Только 22 декабря 1789 года Файетвиллский конвент ратифицировал Конституцию США (при этом два депутата от западных территорий голосовали против ратификации), и сразу после этого 22 декабря 1789 года был издан акт, официально передающий все западные земли Северной Каролины в распоряжение федерального правительства. Это было сделано с оговоркой, что Конгресс не имеет права отменять рабство на этой территории.

## Юго-западная территория
В 1790 году, как только Северная Каролина уступила федеральным властям свои западные округа, они стали федеральной территорией. Те земли, которые были выделены для северокаролинских ветеранов войны, остались в их собственности. Конгресс постановил, что территория будет управляться по принципам Северо-западного ордонанса 1787 года (с оговоркой, что не будет предпринято мер по освобождению рабов), а впоследствии из территории будут созданы один штат или несколько. 26 мая президент Вашингтон подписал «Закон по управлению территорией Соединённых штатов к югу от реки Огайо». Эта формулировка впоследствии сбивала с толку многих историков, поскольку из неё следует, что к Территории относились и земли Кентукки, и земли будущих Алабамы и Миссисипи. Однако Кентукки тогда был частью Вирджинии, а земли Алабамы и Миссисипи формально принадлежали Джорджии. Таким образом, к «Юго-западной территории» относилась только территория современного штата Теннесси.

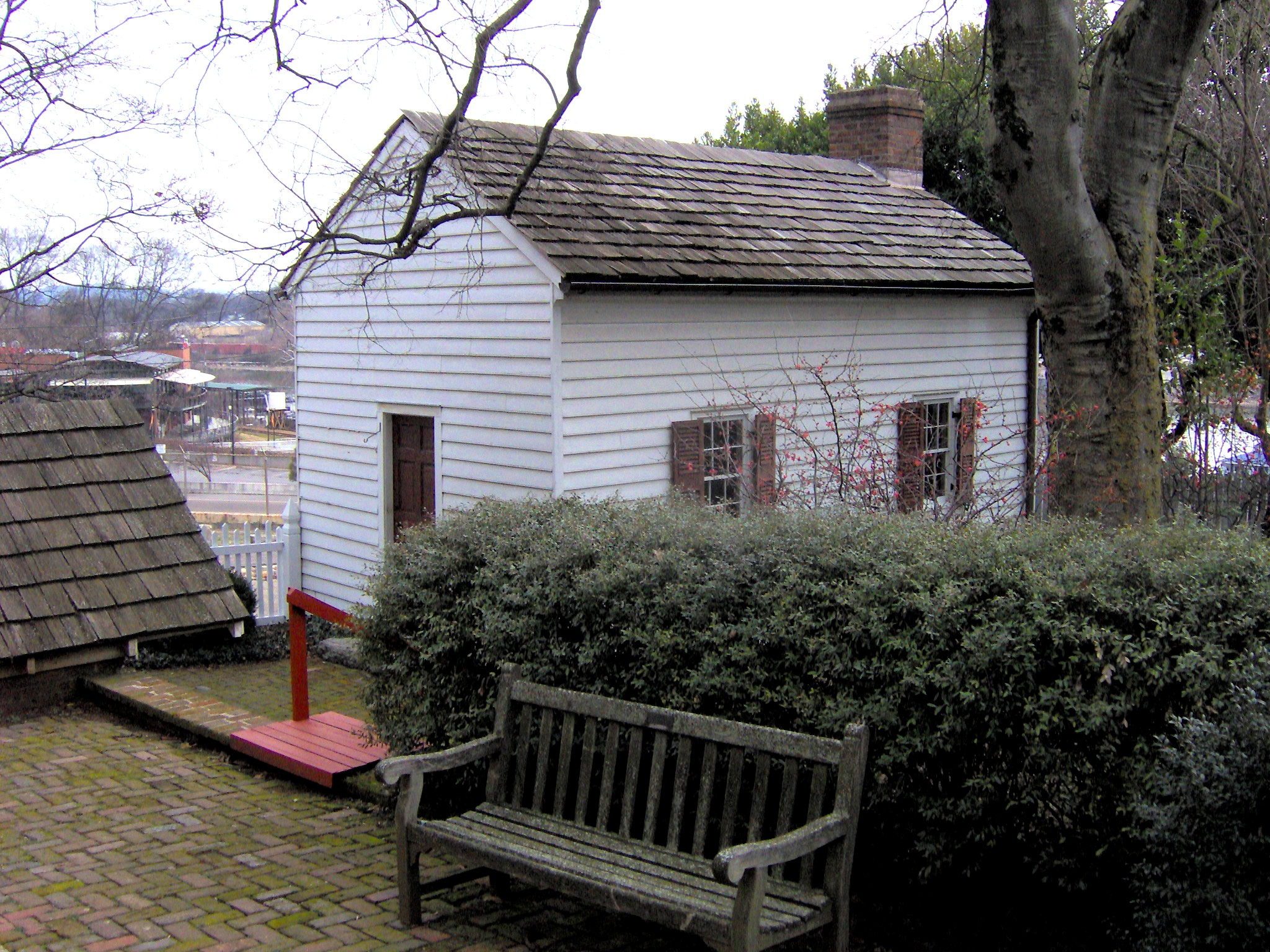
Офис губернатора Блаунта около его дома в Ноксвилле

Согласно ордонансу 1787 года, территория на первых порах управлялась назначаемыми чиновниками: губернатором, секретарём и тремя судьями. Мэдисон предлагал в губернаторы Патрика Генри, но президент 7 августа 1790 года назначил губернатором Уильяма Блаунта, а Даниеля Смита — секретарём. Блаунт также стал суперинтендантом по индейским вопросам в регионе. Он был крупным земельным спекулянтом, и использовал должность в личных интересах, но вместе с тем являлся способным губернатором и быстро приспособился к условиям фронтира. Губернатор прибыл на территорию в октябре 1790 года и поселился на слиянии рек Холстон и Ватога. Он назначил Джона Севьера и Джеймса Робертсона бригадными генералами, а затем объехал Территорию, назначая чиновников и прокуроров. В 1791 году Блаунт перенёс столицу в Уайтс-Форт, и переименовал поселение в Ноксвилл, в честь своего прямого начальника, генерала Генри Нокса. 3 октября 1791 года Ноксвилл получил статус города. В новой столице Блаунт построил себе дом (первый каркасный дом в Теннесси), к которому пристроил здание офиса.
Перепись сентября 1791 года показала, что в Теннесси проживает 35 691 человек, из них 6271 — белые свободные мужчины с правом голоса, что давало Территории основание формировать представительный орган, но Блаунт оттянул это событие на два года, вероятно, чтобы сохранить власть и опасаясь, что выборная ассамблея поднимет налоги на землю. Но к лету 1793 года требования созвать ассамблею усилились, и губернатор велел в декабре выбрать 13 депутатов в Палату представителей. 24 февраля 1794 года ассамблея выбрала членов Совета, то есть, Верхней палаты, которые были утверждены президентом. На своей первой сессии ассамблея выдала лицензию первым учебным заведениям: Гринвилл-Колледжу и Блаунт-Колледжу. Было создано казначейство территории. Одновременно ассамблея уже второй раз призвала Конгресс начать войну с индейцами-криками.

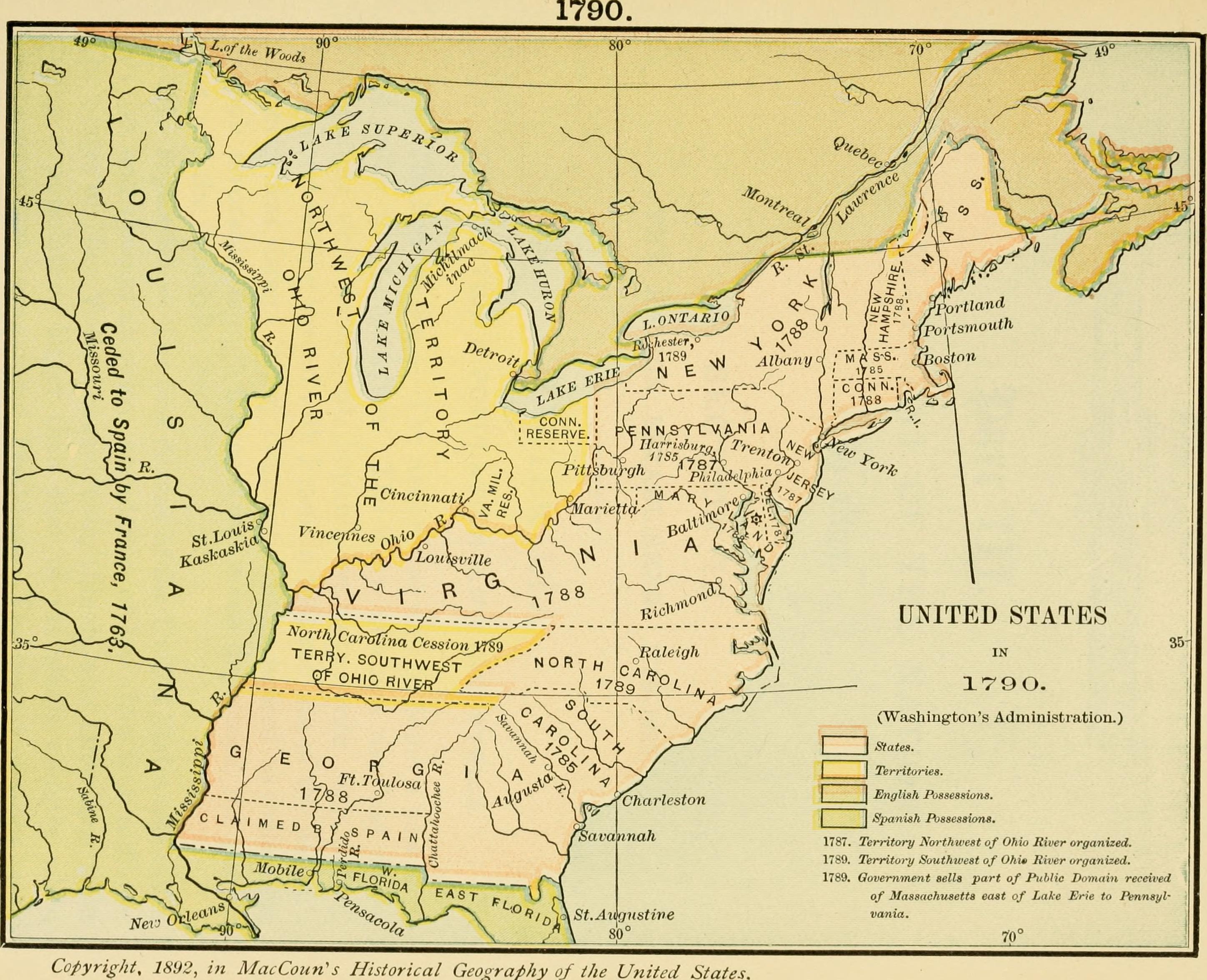
Юго-западная территория на карте США 1790 года.

Отношения с индейцами в то время базировались на Хоупвеллском договоре 1785 года, но белые поселенцы нарушали установленные границы, выселить их не представлялось возможным, и Генри Нокс поручил Блаунту выговорить у индейцев земельные уступки в обмен на денежные выплаты. Губернатор собрал индейцев на переговоры в июне 1791 года, и в итоге 2 июля был подписан Холстонский договор. Но он не принёс мира: в 1790 году огайские индейцы разгромили экспедицию Хармара, а в мае 1791 года американская армия была разбита в сражении на реке Уобаш, что вместе с влиянием британских агентов вызвало реваншистские настроения среди индейцев и одновременно лишило Блаунта надежды на помощь федеральной армии. В январе 1792 года индейцы выразили своё недовольство Холстонским договором и Ноксу пришлось увеличить денежные выплаты. Он старался всеми силами не доводить дело до войны, и просил Блаунта удовлетворять все требования индейцев.
В 1792 году Испания обещала помочь индейцам оружием, если они возобновят боевые действия, в результате чего отряды чероки, криков и шауни напали на теннессийские поселения, но были отбиты ополченцами. Блаунт снова призвал Конгресс начать войну, но снова безуспешно: Нокс приказал придерживаться обороны. Весной и летом 1793 года набеги индейцев чикамога и криков усилились. Блаунт отправился в Филадельфию и почти уговорил президента и Генри Нокса начать боевые действия, но тут пришли новости о нападении ополченцев майора Бёрда на индейцев, и Нокс прекратил все разговоры о наступлении и велел Блаунту отдать Бёрда под суд. В сентября того же года индейцы снова напали, но были разбиты в сражении при Этова, что привело к затишью. В это же время французский посол Эдмон Жене призвал теннессийцев напасть на испанскую Луизиану, после чего в Теннесси стали собираться вооружённые отряды. Блаунт был категорически против этой затеи, и она впоследствии так и не реализовалась. В 1794 году ассамблея Теннесси снова призвала Конгресс начать войну, и её предложение было принято палатой представителей, однако не прошло в Сенате: правительство США было слишком занято экспедицией Энтони Уэйна в Огайо и старалось придерживаться политики умиротворения на юго-западе. В 1795 году военным секретарём стал Тимоти Пекеринг, который ещё в большей степени был противником войны. К счастью для Блаунта, в 1704 году Уэйн разбил огайских индейцев в сражении при Фоллен Тимберс, что произвело впечатление и на индейцев юго-запада.

### Принятие Теннесси в Союз

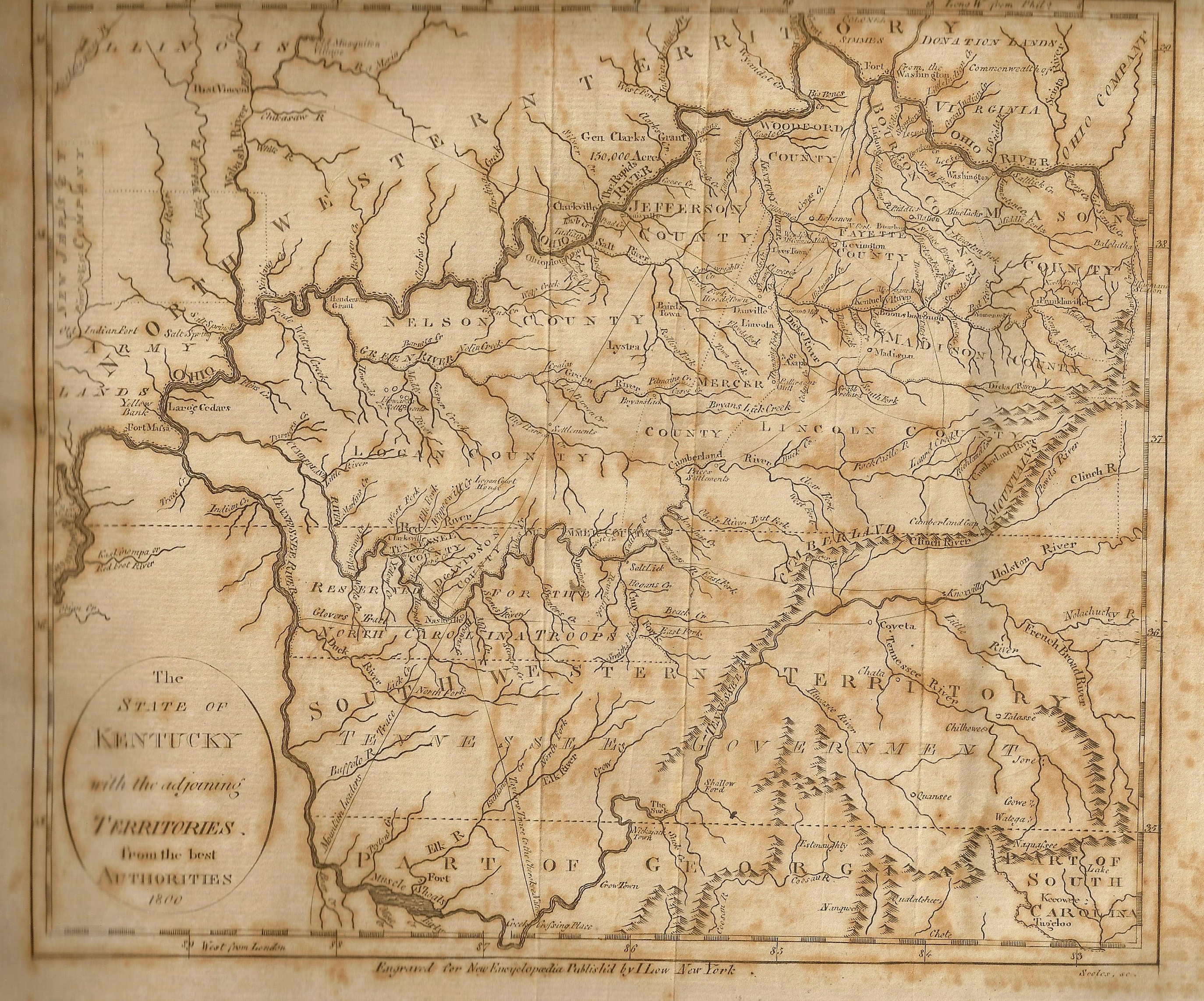
Юго-западная территория на карте Энциклопедии Лоу 1808 года.

Губернатор Блаунт смог оттянуть принятие Теннесси в Союз на два года, но постепенно и он стал склоняться к мысли о желательности вступления; губернатор понял, что только с собственной делегацией в Конгрессе США штат сможет лоббировать свои интересы относительно войны с индейцами. К тому времени процедура вступления в Союз не была формализована и ещё не было прецедентов, поскольку Вермонт и Кентукки перед принятием не имели статуса территории. Непонятно было, кто должен проявить инициативу в этом вопросе, Конгресс или территория. Блаунт решил, что первый шаг следует сделать штату, поэтому созвал Ассамблею, и она постановила провести перепись населения, чтобы выявить, имеется ли необходимый для принятия минимум в 60 000 человек. Одновременно при переписи провели опрос: согласны ли жители на присоединение к Союзу, если население окажется ниже минимума. При опросе 6504 человека высказались за присоединение и 2562 против (против голосовали в основном западные округа). Перепись показала, что в штате проживает 77 262 человек, из них рабов 10 613 человек, итого численность свободного населения составляет 66 649 человек, в том числе 973 свободных негров.
Блаунт постановил провести 18-19 декабря выборы делегатов Конституционного конвента — по 5 человек от каждого округа. В итоге 11 января 1796 года в Ноксвилле собрались 25 делегатов и Блаунт был выбран председателем конгресса. Среди делегатов были будущий президент Эндрю Джексон, Уильям Клейборн, Арчибальд Роан, Джозеф Макминн, Джон Реа и Уильям Кок. Был создан комитет под председательством Даниеля Смита для разработки проекта Конституции и именно Смит (а не Джексон, вопреки расхожему мнению) предложил для штата название «Теннесси». Среди депутатов было много выходцев из Северной Каролины и Пенсильвании, поэтому конституция взяла много из конституции Пенсильвании, более молодой, эффективной и более либеральной. Новая конституция вводила двухпалатную ассамблею, выборы в которую проходили каждый нечётный год. Членом легислатуры мог стать каждый мужчина старше 22 лет, владеющий 200 или более акрами земли. Губернатор избирался на два года и не более чем три раза подряд. Право голосования было сформулировано так, что фактически любой свободный мужчина, в том числе чернокожий, имел право голоса, таким образом Теннесси по сути ввёл у себя всеобщее избирательное право (для мужчин).
В марте прошли выборы в легислатуру, после чего Юго-западная территория формально перестала существовать. В конце марта легислатура собралась на первую сессию, на которой прошла инаугурация первого губернатора — Джона Севьера. Уильям Блаунт и Уильям Кок стали первыми сенаторами от штата Теннесси. Были также выбраны 4 выборщика для президентских выборов 1796 года. Проект конституции был доставлен в Филадельфию, где 8 апреля президент Вашингтон передал её в Конгресс. Он сообщил Конгрессу, что Теннесси удовлетворяет всем требованиям для принятия в Союз. Однако уже в те дни было известно, что Вашингтон не пойдёт на третий срок, предстоят выборы, а Теннесси будет явно голосовать за кандидата от республиканцев. По этой причине партия федералистов высказалась против принятия Теннесси: они заявили, что инициатива присоединения должна исходить от Конгресса, что перепись населения была неофициальной, что конституция штата противоречит конституции США, и что, возможно, Юго-западную территорию придётся поделить на некоторое количество штатов.
Но так как у республиканцев было большинство в Палате представителей, они признали присоединение Теннесси 43 голосами против 30. В Сенате же большинство было у федералистов; комиссия под председательством Руфуса Кинга согласилась принять Теннесси единым штатом, но только после повторной переписи (то есть по сути после выборов 1796 года). Сенат проголосовал за это решение, но оно не было принято Палатой. Тогда был предложен компромисс: принять Теннесси до выборов, но с условием, что штат будет иметь трёх выборщиков до переписи 1800 года. Этот компромисс был принят в основном усилиями Аарона Бёрра 31 мая и подписан президентом 1 июня 1796 года. Решение прошло в основном потому, что главные противники присоединения, Руфус Кинг и Оливер Уолкотт, к тому времени покинули сенат. 30 июля легислатура штата по требованию Конгресса переизбрала обоих сенаторов и выбрала Эндрю Джексона первым членом Палаты представителей от Теннесси.

## Формирование штата

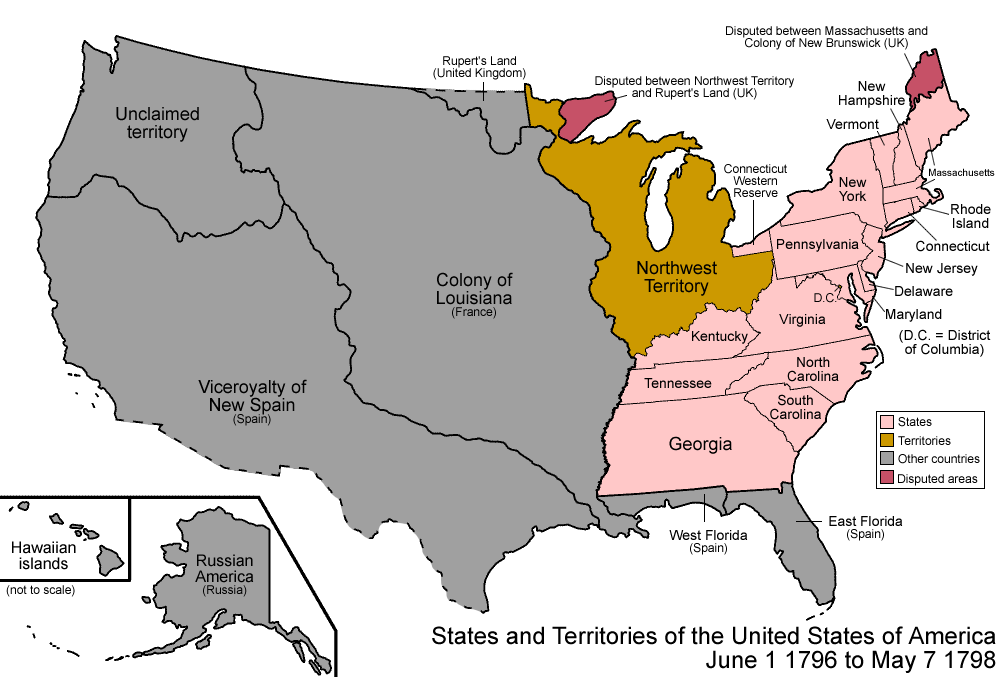
США в 1796 году после принятия Теннесси

В первые годы существования штата политическая жизнь проходила без влияния партий: на западе в целом недолюбливали федералистов, а в Теннесси на подобное отношение повлияло ещё и нежелание федералистов принимать штат в Союз. Федералистами были некоторые государственные чиновники, которые считали этичным проявлять лояльность правящей партии, но за это их в штате не любили. Таким образом Теннесси был полностью республиканским штатом. Вместо партий сложились фракции: одна представляла интересы Восточного Теннесси и её лидером был Джон Севьер, а вторая представляла интересы Западного Теннесси (то есть, современного Центрального Теннесси), и её лидером был Уильям Блаунт. Фракция Блаунта была лучше организована, зато у Севьера было больше личной популярности. Жители Запада опасались доминирования более населённого Востока, а оба сенатора были «восточниками», и только Джексон «западником», что подчёркивало неравенство сил.
Уильям Блаунт пробыл сенатором недолго: уже в 1797 году вскрылось его участие в заговоре с целью организовать вторжение в Испанскую Луизиану и отнять её у испанцев для передачи Британии. Это было связано с опасениями, что Наполеон может захватить Луизиану и запретить навигацию по Миссисипи. Из-за этой угрозы падали цены на землю и сам Блаунт оказался на грани банкротства. Его участие вскрылось, и он был исключён из сената и отдан под суд. Однако это не испортило его карьеры, поскольку в Теннесси исключение списали на происки федералистов. Возникло предложение переизбрать его обратно в сенат, но Блаунт отказался. Суд прошёл в декабре 1798 года в его отсутствие. Это был первый суд над сенатором в истории США: 11 января 1799 года Сенат признал, что не имеет судебных полномочий в данном случае и прекратил дело. 21 марта 1800 года Блаунт внезапно умер.
26 сентября 1797 года Эндрю Джексон (член Палаты представителей США от Теннесси) был избран сенатором 1-го класса (вместо Уильяма Кока, что едва не привело к дуэли между ними), а его место в Палате занял Уильям Клейборн. Джозеф Андерсон стал сенатором 2-го класса. Севьер в августе того года был переизбран губернатором. Джексон пробыл в сенате всего год и уволился в апреле 1798 года. Этот поступок привёл к хаотичной смене сенаторов в последующие два года. Сам же Джексон вернулся в Теннесси и с 1798 по 1804 год был главой Верховного суда штата. Губернатор Севьер был переизбран в 1799 году и при нём через год президентом США стал республиканец Томас Джефферсон. Смерть Блаунта в том же году позволила его ближайшему стороннику Джексону стать ведущим политиком штата. В 1801 году Севьер не переизбирался из-за конституционных ограничений, и место губернатора занял Арчибальд Роан. В 1802 году освободилось место генерал-майора теннессийского ополчения, о котором давно мечтал Джексон. Севьер тоже добивался этого места, но на голосовании в легислатуре голоса за Джексона и Севьера разделились поровну (17-17). Губернатор разрешил спор в пользу своего друга Джексона, и тот получил генеральское звание. С этого момента началась вражда между Джексоном и Севьером, которая обострилась ввиду приближения губернаторских выборов в 1803 году. И Севьер и Джексон претендовали на пост губернатора. На одной из личных встреч между ними произошла перепалка: Севьер упомянул жену Джексона, за что тот вызвал его на дуэль, которая в итоге всё же не состоялась.

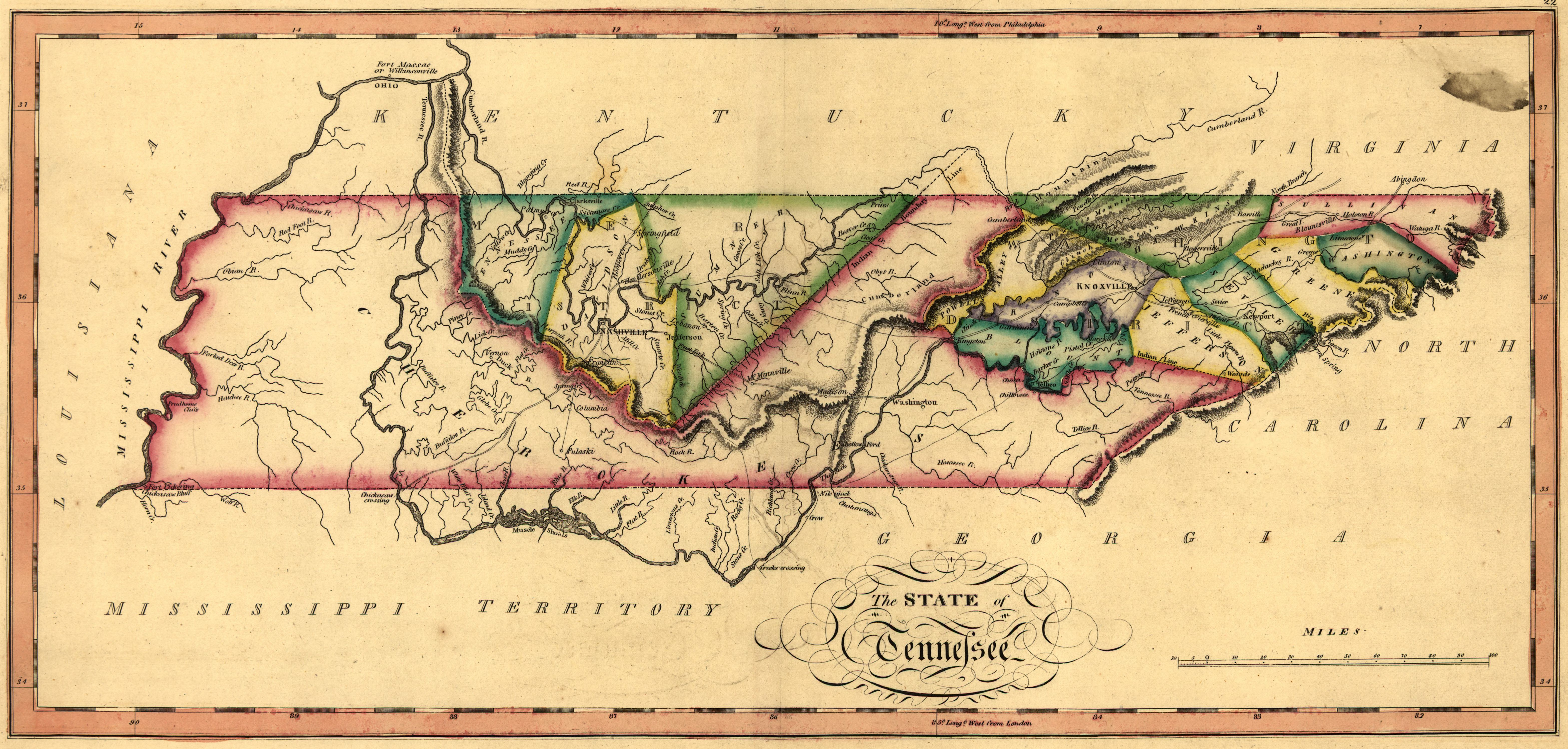
Теннесси в начале XIX века

Севьер победил на губернаторских выборах 1803 года, и потом переизбирался в 1805 и 1807 годах, Джексон же утратил часть своего влияния. В том же 1803 году президент Джефферсон договорился с Наполеоном о покупке Луизианы. На следующий год Джексон покинул Верховный суд и стал добиваться должности территориального губернатора Луизианы, но усилиями Севьера на этот пост был назначен Клейборн. Это было тяжёлым ударом для Джексона, который временно отстранился от политики. В 1805 году он торжественно принимал у себя опального политика Аарона Бёрра, который привлёк его к своим планам завоевания Флориды. Бёрра вскоре отдали под суд за этот проект, что сильно поредило репутации Джексона. Теперь он нажил себе врагов в лице президента Джефферсона и вице-президента Мэдисона. Между тем Теннесси продолжал заселяться, и его западная половина обогнала по населению восточную. Это сказалось на выборах 1809 года: губернатором был выбран Уилли Блаунт, кандидат от партии «западников» и близкий друг Джексона. Теперь фракция Джексона контролировала правительство штата, но репутация Джексона всё ещё была испорчена.
В те годы осложнились отношения с Британией и начались призывы к началу войны; на этой волне в сенат США прошёл Джордж Кэмпбелл, который прослужил до 1814 года, а потом был министром финансов и послом в России. В том же году Блаунт был переизбран губернатором. В декабре на западе Кентукки произошло Нью-мадридское землетрясение, которое изменило русло реки Миссисипи и привело к появлению Рилфутского озера. В политике в это время теннессийские конгрессмены настойчиво требовали от президента Мэдисона объявления войны, и она была объявлена 18 июня 1812 года. Это событие дало шанс Эндрю Джексону вернуться в политику.

### Англо-американская война
Война была популярна в Теннесси, жители которого надеялись, что у британцев будет отвоёвана Западная Флорида и они получат короткий путь к океану через порт Мобил. Джексон собрал отряд в 2500 добровольцев и пообещал президенту доставить их на канадскую границу, но федеральные власти ещё не простили Джексона и не ответили на его предложение. В октябре 1812 года Мэдисон велел Блаунту собрать 1500 добровольцев на усиление армии Уилкинсона в Новом Орлеане, и, хотя Джексон терпеть не мог Уилкинсона, он согласился участвовать. Собрав 2070 человек, он переправился в Натчез, но там узнал, что планы правительства поменялись и его люди больше не нужны. Между тем жители Восточного Теннесси сами сформировали небольшой отряд и по личной инициативе совершили рейд в земли семинолов во Флориде.
В августе 1813 года из-за растущей угроза со стороны индейцев-криков губернатор собрал 3500 добровольцев. Теннесийцы отзывались на призыв с большим энтузиазмом, из-за чего Теннеси позже прозвали «Штатом добровольцев». Были сформированы две армии: одна — в западном Теннесси под командованием Джексона, а вторая — в восточном Теннесси. В ходе начавшейся Крикской войны армия Джексона одержала несколько побед, в том числе при Талахатчи, где участвовал Дэви Крокетт, но успех не удалось развить из-за отставания второй армии и волнений в войсках. Затем у его войск истекли сроки службы. Только весной 1814 года Джексон возобновил наступление и разбил индейцев в сражении у Подковной Излучины. Эта битва привела к завершению Крикской войны, а Джексон стал генерал-майором, что в итоге помогло ему стать президентом.

### Заселение Западного Теннесси

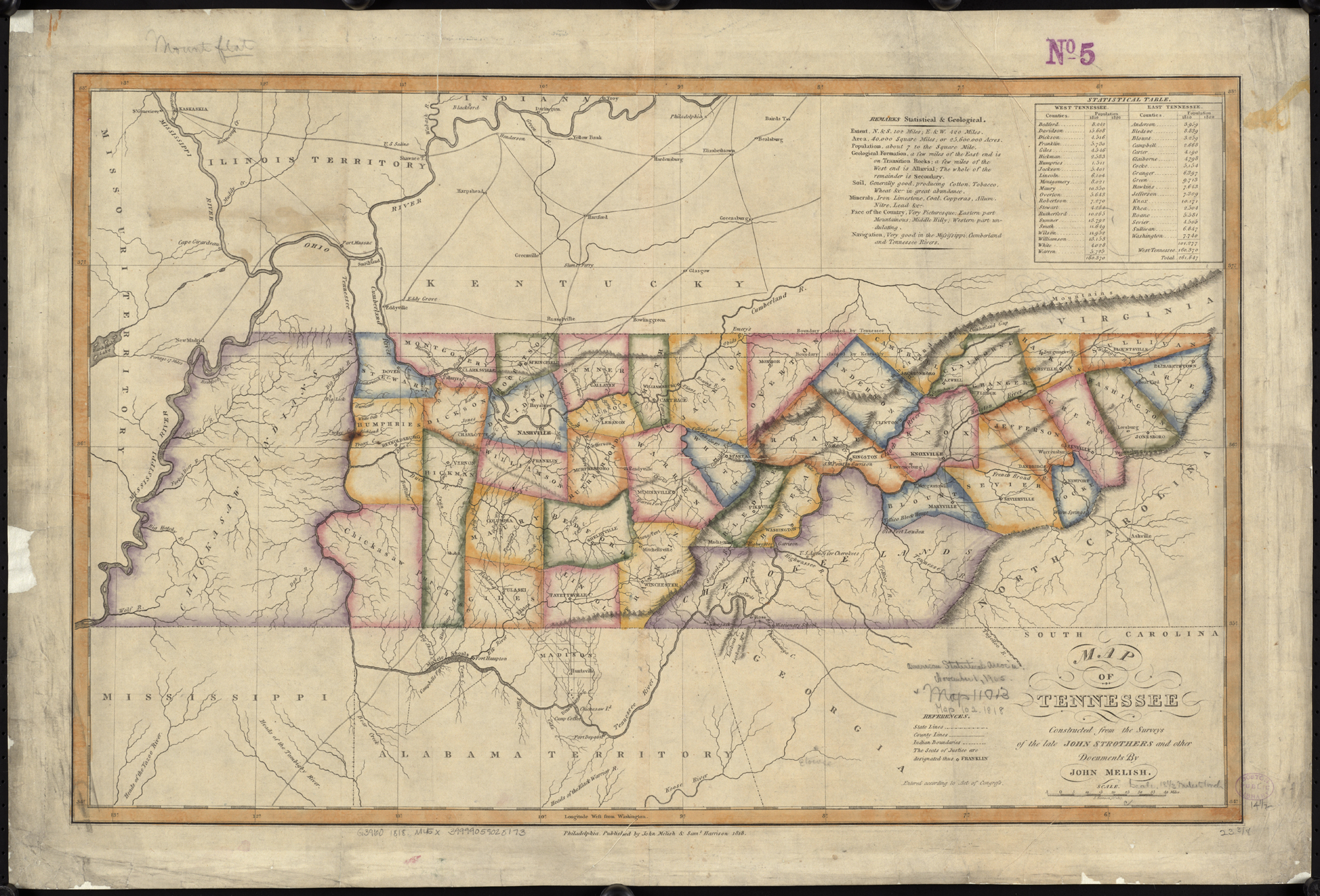
Округа Теннесси, земли чероки и чикасо в 1818 году (перед Тускалусским договором)

После окончания войны Джексон заключил с криками Договор в форте Джексон, по которому крики уступили США огромные территории в Джорджии и Алабаме. Однако на них претендовали ещё и индейцы чероки и чикасо, поэтому военный министр Уильям Кроуфорд передал им часть земель, что разозлило Джекона. В 1816 году прошли президентские выботы, на которых победил Джеймс Монро, который в 1818 году назначил Джексона и Шелби в делегацию для переговоров с индейцами чикасо. Джексон и Шелби были друзьями, но разногласия по поводу переговоров внесли разлад в их отношения. 19 октября 1819 года был подписан Тускалусский договор, согласно которому чикасо уступили США все земли севернее южной границы Теннесси между реками Миссисипи и Теннесси. Часть земель вошла в состав штата Кентукки, а часть — в состав Теннесси; эта территория стала известна как «Западный Теннесси». На ней был создан округ Хардин, в границы которого попали территории современных округов Хардин, Файетт, Хардемен, Мак-Нери и Шелби.
23 октября 1919 года легислатура штата издала закон, разрешающий заселять Западный Теннесси, проводить землемерные работы и продавать участки. Территория начала быстро заселяться в основном жителями востока Теннесси, но также и выходцами из других западных штатов. На реке Обин поселился Дэви Крокетт: впоследствии он несколько раз избирался в Палату представителей США, а в 1835 году уехал в Техас и погиб в бою за миссию Аламо. К 1830 году в регионе проживало уже 99 000 жителей. Джон Овертон, близкий друг Джексона, выкупил участок земли, и в 1819 году основал на нём город Мемфис.

### Теннесси в 1820-е годы

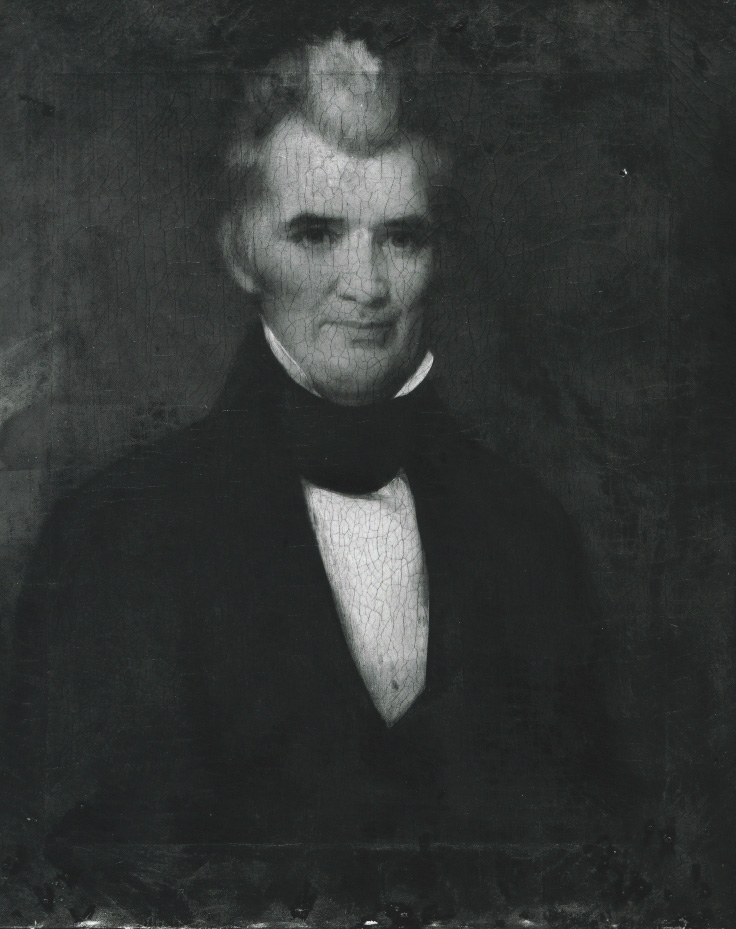
Официальный портрет губернатора Кэролла.

После войны с Англией ушёл в отставку губернатор Блаунт и на его место в 1815 году был избран Джозеф Макминн, представитель Восточного Теннесси. Впоследствии он переизбирался в 1817 и 1819 годах. При нём в 1817 году в Сенат США был выбран Джон Итон, который прослужил в сенате до 1829 года, после чего стал военным министром кабинета Джексона. В 1821 году Макминн завершил свой третий срок и на его место был избран Уильям Кэрролл — пенсильванец и один из бывших офицеров армии Джексона, прославившийся в сражении при Новом Орлеане. Джексон признавал его храбрость, но на выборах поддержал его конкурента, и в массе его сторонники были в оппозиции Кэроллу, а противники (в их числе Дэви Крокетт) стояли на стороне губернатора. При Кэролле штат постепенно вышел из банковского кризиса 1819-1820 годов; губернатор тщательно следил за деятельностью банков и ему удалось привести в порядок финансы штата. Он также был известен тем, что запустил на реке Камберленд первый в Теннесси пароход «General Jackson».
Уже в 1821 году Кэролл предложил созвать конвент для пересмотра Конституции, но предложение было отклонено. В это время сторонники Джексона искали для него престижный пост, и были планы выдвинуть его кандидатом в губернаторы Теннесси в 1823 году, но возникли опасения, что он проиграет Кэроллу и тем лишится шанса на президентство. Тогда было решено выбрать его в сенат. В 1823 году легислатура собралась в Мурфрисборо, там 1 октября Джексон был избран сенатором и принял участие в сессии 18-го Конгресса в декабре того года. Здесь Кэролл был ему не опасен, и Джексон не мешал ему.
В 1827 году Кэролл завершил свой третий срок и губернатором был избран вирджинец Сэм Хьюстон, тоже участник Крикской войны и друг Джексона. При нём прошли Президентские выборы 1828 года, на которых Эндрю Джексон победил и стал президентом. Это было важное событие для Теннесси и его губернатора, поскольку Джексону было свойственно поддерживать во всём своих сторонников. Хьюстон победил на губернаторских выборах весной 1829 года, но из-за семейных проблем подал в отставку, передал пост спикеру Сената Уильяму Холлу и скрылся в землях индейцев чероки. Впоследствии он стал первым губернатором Техаса. Уход Хьюстона из политики дал возможность Кэроллу избраться губернатором осенью 1829 года, а потом переизбраться в 1831 и 1833 (он вошёл в историю штата как губернатор, дольше всех пробывший на этом посту). В 1829 году Кэролл добился постановления о строительстве первой тюрьмы в штате и он же инициировал закон, запрещающий все прочие виды наказаний (колодки, оковы, порку и т. д.). Тюрьма была построена за год и открылась 1 января 1831 года около Нэшвилла.

### Выселение индейцев чероки

Серым цветом (№ 36) обозначена территория, уступленная чероки по договору в Нью-Икоте

К началу 1830-х годов индейцы чероки ещё населяли юго-восточный угол штата. Теннессийцы были настроены переселить их за Миссисипи, как и президент Джексон и те теннессийцы, которых он привёл в правительство. В 1828 году Джорджия распространила свою юрисдикцию на земли чероки, в 1829 году то же самое сделала Алабама, а в 1830 году — Миссисипи, а в Теннесси этот вопрос обсуждался в 1829, 1831 и 1832 годах, но без практического результата. В 1833 году легислатура издала закон, распространяющий юрисдикцию штата на земли чероки; он многоми считался неконституционным, но в 1835 году администрация Джексона заключила с чероки Договор в Нью-Икоте о выселении за Миссисипи (с компенсацией в 5 миллионов долларов), что прекратило споры о конституционности.
Вождь Джон Росс протестовал против этого договора и ездил в Вашингтон, где его поддержали многие политики — Генри Клей, Дэниел Уэбстер, Генри Уайз и теннессиец Крокетт. Но Джексон был непреклонен. В земли чероки была введена регулярная армия под командованием Уинфилда Скотта. 4 декабря 1838 года последние индейцы отправились на запад. Лишь немногие чероки остались в штате и приняли гражданство США. Всего из восточных штатов было выселено 13 149 индейцев чероки.
В результате выселения в состав Теннесси вошли земли к востоку от реки Теннесси и к югу от реки Хивасси. На этой территории были созданы округа Брэдли и Полк, а часть земли была присоединена к округам Монро и Гамильтон. Местечко Росс-Лэндинг было переименовано в Чаттанугу, а в декабре 1839 года был официально учреждён город Чаттануга.

### Конституция 1834 года
Распространение демократических идей в годы президентства Джексона сделали неизбежным пересмотр конституции Теннесси, хотя ранее предложения пересмотра несколько раз отклонялись легислатурой. За пересмотр выступали в основном жители глухих окраин и горных районов, в то время как население богатых речных долин обычно было против. 19 мая 1834 года в Нашвилле собрались 60 делегатов конституционного конвента: 18 от Востока штата, 30 от Центра и 12 от Запада. В состав делегатов попали бывший губернатор Уилли Блаунт и будущий губернатор Ньютон Кэннон. Конвент сразу раскололся на прогрессивистов, требующих изменений, и консерваторов, настаивающих на осторожных и небольших изменениях. На конвенте была изменена система выборов в Ассамблею, реформировано налогообложение и введены выборы должностных лиц. Конвент получил много петиций с просьбой освобождения рабов, но постановил, что Ассамблея не имеет права делать подобное вопреки воле их владельцев. В отличие от конституции 1796 года, новая конституция была вынесена на референдум и одобрена 42 666 голосами, при 17 691 голосах против. 27 марта губернатор Кэррол объявил о вступлении конституции в действие.
Конвент также постановил решить вопрос о столице штата к 1843 году. В территориальную эпоху столица находилась в Ноксвилле, в 1806 году переехала в Кингстон, затем в Мурфрисборо. Теперь конвент дал штату 9 лет на принятие решения. Впоследствии после долгих споров столицей стал Нашвилл.

### Формирование партии вигов

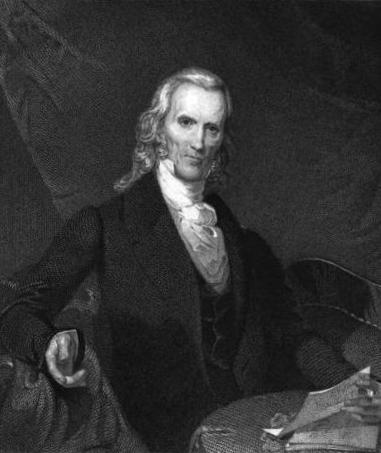
Хью Уайт, портрет работы Эмануэля Лойце

Президент Джексон был необычайно популярен в Теннесси. Вместе с тем за сравнительно небольшой период времени штат превратился из его главного сторонника в его же главного противника. Изначально в Теннеси существовала группировка бывших сторонников Уильяма Блаунта, наследником которого стал Джексон — Джон Овертон, Хью Уайт, губернатор Макминн, сенатор Итон и позже и Джеймс Полк. Но существовала и оппозиция: сенатор Уильямс, Ньютон Кэннон, Дэви Крокетт и ряд других политиков. В 1828 году Джексон победил на президентских выборах, но в то же время нажил себе врагов в штате. Особенно много возражений вызвал выбор Мартина ван Бюрена в качестве преемника Джексону; многие теннессийцы предпочитали видеть президентом Хью Уайта. В 1834 году конфликт Джона Белла с Джеймсом Полком сделал Белла врагом Джексона и именно он стал отцом партии вигов в Теннесси. Не желая голосовать за Ван Бюрена, он стал поддерживать кандидатуру Хью Уайта.
Уайт был сторонником Джексона и не стремился к президентству, но осенью 1834 года президент слишком резко потребовал от него не участвовать в выборах, что произвело обратный эффект: уязвлённый Уайт сразу ушёл в оппозицию. В 1835 году в штате прошли губернаторские выборы, на которых победил Ньютон Кэннон, давний противник Джексона. Его оппонентом был Кэролл, в этот раз сторонник Джексона и Ван Бюрена. Теперь оппозиция контролировала всю легислатуру штата. Сторонники Уайта старались показать, что они против Ван Бюрена, но за принципы Джексона, но за пределами штата их уже называли «вигами». В итоге на президентских выборах 1836 года Уайт набрал всего 10 % голосов, но победил в Теннесси (58 %) и Джорджии (51 %), и получил свыше 40 % голосов в Миссисипи, Северной Каролине, Алабаме, Вирджинии и Миссури. Это было тяжёлым ударом для Джексона, а Теннесси на 20 лет превратился в двухпартийный штат.

### Теннессийцы в Техасе
Кризис 1819 года вынудил многих теннессийцев переселяться на запад в поисках доступной земли. В 1821 году Мексика обрела независимость, что привело к появлению в Мексиканском Техасе американской колонии под руководством Стивена Остина. К 1831 году десятая часть всех жителей колонии была выходцами из Теннесси. Они были настроены лояльно к мексиканскому правительству и в массе не только не приняли участия во Фредонском мятеже 1827 года, но и даже участвовали в его подавлении. Однако мексиканское правительство начало ограничивать миграцию, и трения с техасцами привели к вооружённому столкновению в октябре 1835 году и началу Техасской революции. Жители Теннесси сразу же начали сбор денег в пользу восставших и сотни теннессийцев отправились воевать в Техас, в их числе Дэви Крокетт. Сэм Хьюстон участвовал в создании конституции Техаса и стал главнокомандующим армии республики. Крокетт с отрядом теннессийцев участвовал в обороне миссии Аламо и погиб при штурме 6 марта.
Теннессийцы подавали президенту петиции с просьбой признать Техас, того же требовали Белл и Хью Уайт, но Джексон решил придерживаться нейтралитета. С другой стороны, он не препятствовал тем, кто уезжал в Техас для участия в войне за независимость. Формальное признание последовало только в 1837 году.

### Теннесси в 1840-е годы

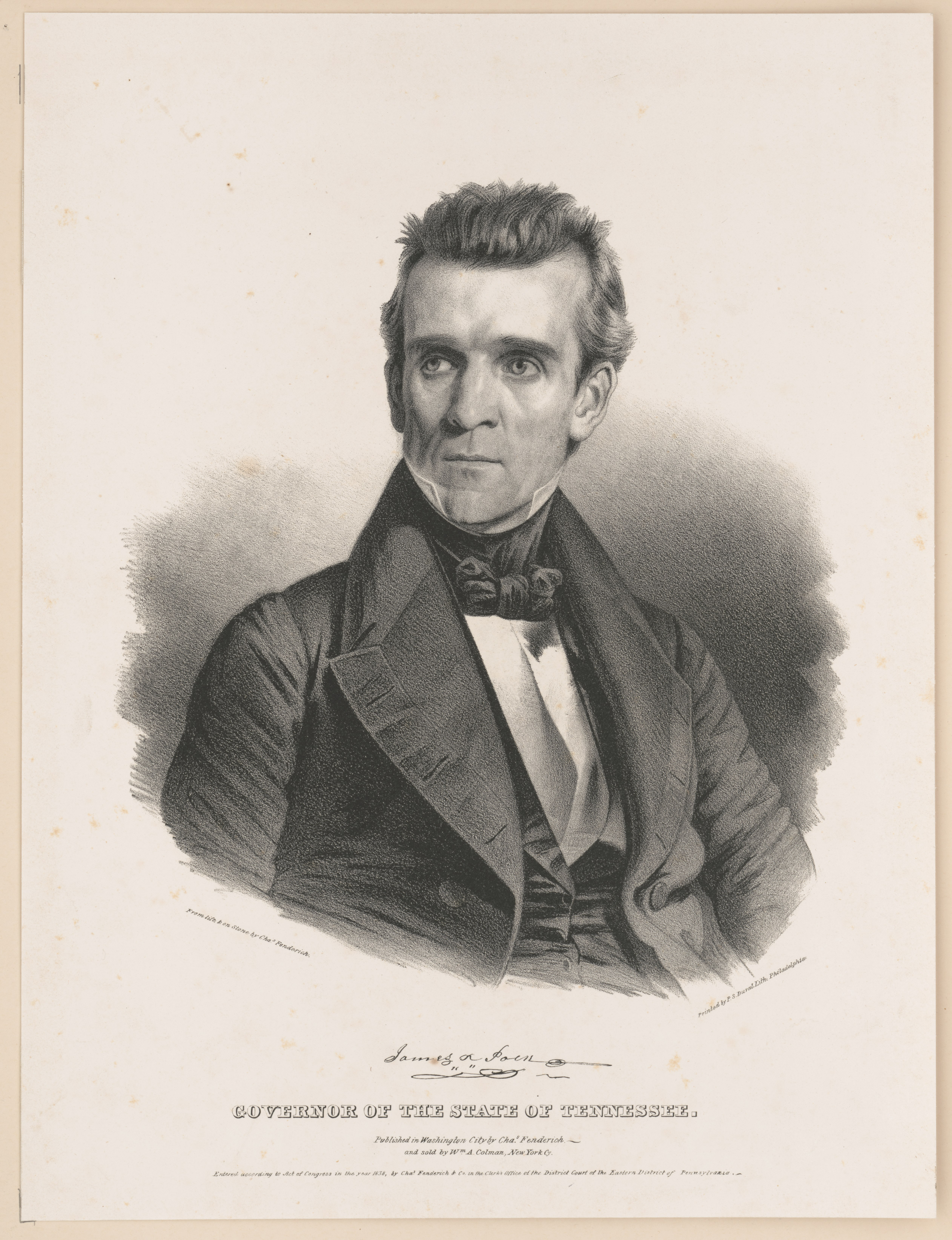
Губернатор Полк, гравюра 1838 года

Конец 1830-х стал тяжёлым периодом для джексоновских демократов в Теннесси, почти все они, кроме Полка, утратили влияние, а сам Джексон в расстройстве чувств удалился в своё поместье Эрмитаж. Все усилия демократов были теперь направлены на то, чтобы отбить у вигов пост губернатора. В апреле 1839 года Полк начал упорную предвыборную кампанию и в итоге победил Кэннона, хотя и с таким незначительным перевесом голосов, что победителя долго не могли выявить. Для демократов штата это была война за выживание, но они выжили и сохранили влияние, а Полк стал ведущим политиком партии. В том же году он был выдвинут кандидатом в вице-президенты на выборах 1840 года (хотя и не был выбран). Демократы захватили обе палаты легислатуры и часть мест в Конгессе. Но в Конгрессе остались два вига-сенатора: Хью Уайт и Эфраим Фостер. Ценой больших усилий демократам удалось принудить обоих к отставке: Уайт покинул должность 13 января 1840 года.
На президентские выборы 1840 года виги выдвинули кандидатом Уильяма Гаррисона, а теннессийские виги предпочитали Уинфилда Скотта или Генри Клея, но в итоге согласились с кандидатурой Гаррисона. Последовала самая ожесточённая предвыборная кампания в истории штата, и на выборах Гаррисон победил в Теннесси и в целом по стране, что стало первым в истории поражением демократической партии. Утверждалось, что будь Полк кандидатом в вице-президенты, у партии было бы больше шансов на победу. Сам Полк готовился переизбраться губернатором в 1841 году, но виги выдвинули кандидатом Джеймса Джонса который и победил. Виги захватили и палату представителей, хотя не смогли подчинить сенат. Все понимали, что в 1843 году Полк захочет взять реванш, и готовились к этому: последовала ещё одна ожесточённая кампания, и Полк снова проиграл, а виги теперь захватили обе палаты легислатуры. Поражение Полка стало самой большой неудачей его карьеры, а победу Джонса называли одним из самых ярких успехов партии вигов.
В том же году после долгих споров город Нашвилл был избран столицей штата и был заложен Капитолий.
На конвенте демократической партии 1843 года Полк был выдвинут кандидатом в президенты против Генри Клея. Полк шёл на выборы 1844 года с программой присоединения Техаса, и, хотя теннессийцы в массе были за присоединение, виги штата осудили эти планы. Полк проиграл в Теннесси, но победил в целом по стране и стал новым президентом США. Вскоре 8 июня 1845 года скончался Эндрю Джексон, и по всему штату был объявлен траур. Осенью прошли губернаторские выборы: победил кандидат от демократов Аарон Браун, который вёл компанию под лозунгом присоединения Техаса. В те же дни шла борьба за присоединение Техаса: постановление о присоединении было подписано президентом 1 марта, хотя теннессийская делегация в Конгрессе голосовала против. В декабре 1845 года Техас стал 28-м штатом США. В мае 1846 года была объявлена война Мексике, что было встречено в Теннеси всеобщим воодушевлением.
16 мая Военный департамент поручил Брауну набрать 2800 человек для американской армии, но на призыв губернатора откликнулось вдесятеро больше желающих. Округа Центрального Теннесси сформировали 1-й Теннессийский пехотный полк, округа Запада сформировали 2-й Теннессийский пехотный полк, а восточные округа выставили драгунский отряд. 1-й был включён в бригаду Китмана, а 2-й в бригаду Пиллоу. В 1847 году оба полка числились в армии Уинфилда Скотта и участвовали в наступлении Скотта на Мехико, но летом у них истекли сроки службы, поэтому они не участвовали в штурме Мехико. В Теннесси в этом году прошли губернаторские выборы и виг Нил Браун стал новым губернатором. В 1848 году война завершилась, а в 1849 году Полк покинул пост президента и умер вскоре после. С его смертью завершилось одно из самых бурных десятилетий в политической истории штата.

### Предвоенное десятилетие
К 1853 году виги уверенно контролировали штат, но в их среде росли разногласия из-за рабства, Компромисса 1850 года, выборов Джеймса Джонса в сенат и выборов кандидата в президенты в 1852 году. 4 августа прошли губернаторские выборы, на которых победил кандидат от демократов Эндрю Джонсон. Несмотря на это, виги всё ещё контролировали половину своих конгрессменов и половину легислатуры штата. Джон Белл в том же году был переизбран на новый сенатский срок. Эмоции несколько улеглись, но весной 1854 года спыхнули снова из-за принятия федерального закона Канзас-Небраска. Теннессийские сенаторы Белл и Джонс разделились во мнении по этому вопросу, как и теннессийцы в Палате представителей. Эти события ослабили партию вигов, и в то же время появились новые партии, в частности, Партия нативистов, куда перешла часть вигов, и Республиканская партия, которая была непопулярна в Теннесси. В итоге на губернаторских выборах 1855 года столкнулись уже не демократы с вигами, а демократы с нативистами. Джонсон победил и был выбран на второй срок.
В те годы прославился теннессиец Уильям Уокер, который захватил власть в Никарагуа, был признан США, посетил Теннесси с официальным визитом, но был свергнут в 1857 году, впоследствии предпринял попытку захвата Гондураса, но попал в плен и был расстрелян в сентябре 1860 года.
Главным событием в период второго срока Джонсона стали президентские выборы 1856 года. Нативисты выдвинули кандидатами Милларда Филлмора и теннессийца Эндрю Донельсона (родственника Эндрю Джексона), республиканцы — Джона Фримонта, а демократы — Джеймса Бьюкенена. Сенатор-виг Джонс поддержал Бьюкенена и предсказывал, что выборы республиканца Фримонта приведут к распаду Союза. В итоге демократы победили в Теннесси (впервые с 1832 года) и в целом по стране. Неудача нативистов привела к быстрому упадку партии. Они попытались продвинуть своего кандидата на губернаторских выборах в Теннесси в 1857 году, но победил демократ Ишем Харрис, и идеи нативизма ушли с повестки дня, сменившись дискуссиями о рабстве. Экс-губернатор Джонсон ушё в сенат США. Харрис снова победил на выборах 1859 года, но уже с меньшим перевесом голосов.

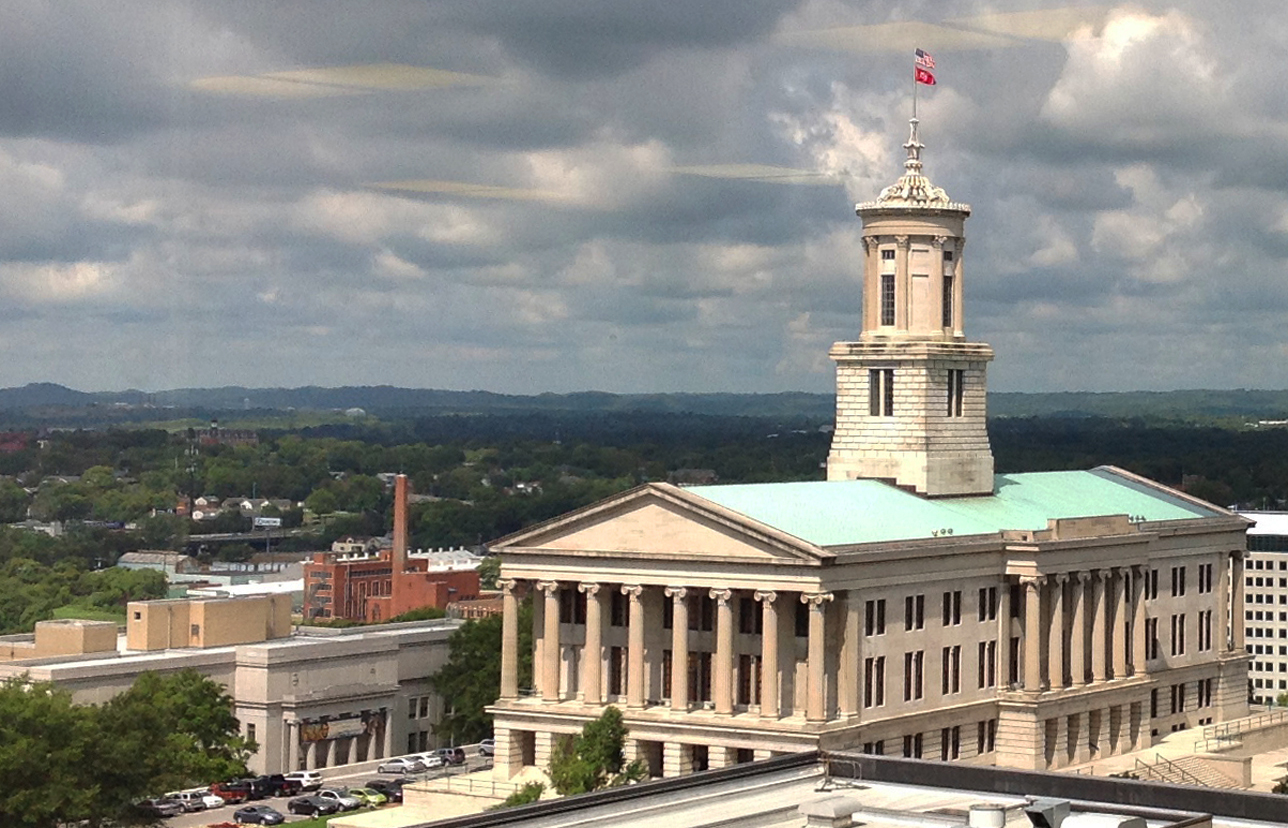
Капитолий Теннесси, построенный в 1859 году

В 1859 года обострился конфликт демократов с республиканцами, в основном из-за рейда Джона Брауна на Харперс-Ферри. Этот рейд оттолкнул от республиканцев даже тех теннессийцев, что были в оппозиции демократической партии. Постепенно стали распространяться идеи сецессионизма, к которому склонялся даже губернатор Харрис. Когда началась подготовка к выборам 1860 года, теннессийские демократы выдвинули кандидатом Джонсона, а оппозиция, образовавшая Юнионистскую партию, — Джона Белла. На общенациональном конвенте Белл обошёл Сэма Хьюстона и стал кандидатом от юнионистов, Линкольн обошёл Сьюарда и стал кандидатом от республиканцев, а на конвенте демократической партии часть поддержала Стивена Дугласа, а часть Брекинриджа. На голосовании в Теннесси Брекинридж победил в округах Центра, Белл и Дуглас доминировали в округах Запада, а в масштабах штата победил Белл. Но в национальном масштабе победил Линкольн, что привело к сецессии Южной Каролина в декабре 1860 года. Вскоре Союз покинули ещё несколько штатов Юга.
Теннесси не был готов к отделению, и его политики думали о примирении конфликтующих сторон: свои версии компромисса предложили сенатор Джонсон и губернатор Харрис, но они не были рассмотрены, хотя обсуждался компромисс кентуккийца Криттендена, близкий по духу к предложению Харриса. В феврале в Теннесси прошёл референдум, который отклонил предложение о созыве конвента для решения вопроса о сецессии, при этом жители запада штата были в массе за созыв. Бомбардировка форта Самтер в апреле 1861 года усилила сецессионистские настроения, но когда Линкольн объявил войну Югу и призвал Теннесси выставить воинский контингент, губернатор Харрис ответил, что ни выставит ни единого человека, но готов собрать 50 000 человек для защиты южных штатов. Легислатура штата собралась на внеочередную сессию и 6 мая составила «Декларацию независимости», которую передали на обсуждение референдума 8 июня. На референдуме Центр и Запад штата проголосовали за сецессию, в Восток штата против.

Результаты голосований 8 июня по округам. Синим обозначены округа, где против сецессии проголосовало больше половины населения.

## Гражданская война
Ко 2 июля была сформирована армия Теннесси размером в 22 пехотных полка, под командованием Гидеона Пиллоу, но 4 июля командование принял Леонидас Полк. 22 июля Конгресс Конфедерации одобрил заявку Теннесси на присоединение к Конфедерации. Лэнгдон Хэйнс и Густавус Генри были избраны в сенат Конфедерации. Харрис был переизбран губернатором в том же году. В сентябре Теннеси стал частью II военного департамента под командованием Альберта Сидни Джонстона. В конце года у Джонстона было 40 000 человек и этими силами ему надо было удерживать рубеж реки Камберленд.
Весной 1862 года армия генерала Гранта начала наступление на Теннесси. 6 февраля южане покинули форт Генри и отступили в форт Донелсон, который был окружён Северянами. 16 февраля его гарнизон капитулировал. Только кавалерия Форреста смогла уйти из осаждённого форта. Вся линия обороны Теннесси на этом рухнула, и южане покинули Нашвилл, куда 24 февраля вступила федеральная армия Бьюэлла. Джонстон отвёл армию в штат Миссисипи, где его армия увеличилась до 40 000 человек, и он решил атаковать Гранта. 6 апреля произошло сражение при Шайло, в котором Джонстон погиб, а армия Юга (Миссисипская армия) отступила. Командование перешло к Брэкстону Брэггу, который решил атаковать Кентукки. В августе началась Кентуккийская кампания; армии Брэгга и Смита вступили в Кентукки и произошло сражение при Перревилле, после которого Брэгг решил отступать в Центральный Теннесси. 20 ноября его армия была переименована в Теннессийскую. 31 декабря Брэгг атаковал федеральную армию Роузкранса при Стоун-Ривер, но не смог разбить её. Летом 1863 года Роузкранс начал наступление и в ходе Туллахомской кампании вытеснил Брэгга в Чатанугу, а затем в Джорджию. В сентябре Роузкранс вступил в Джорджию, но был разбит южанами в сражении при Чикамоге. Северяне отступили в Чаттанугу, где были осаждены армией Брэгга.
Пока Брэгг осаждал Чаттанугу, генерал Лонгстрит начал Ноксвиллскую кампанию и осадил Ноксвилл, но боевые действия пошли неудачно для южан. Между тем в конце ноября Грант атаковал и разбил Тенессийскую армию в сражении при Чаттануге. После поражения Брэгг был отстранён от командование и армию возглавил Джозеф Джонстон. Южане отступили из Теннесси в Джорджию, где весной 1864 года федеральный генерал Шерман начал наступление на Атланту. В июле командование Теннессийской армией принял Джон Белл Худ, который после капитуляции Атланты решил совершить рейд в тыл Шерману, известный как Франклин-Нэшвиллская кампания. 30 ноября 1864 года произошло сражение при Франклине, после которого северяне отступили к Нашвиллу. 16 декабря Худ был разбит в Сражении при Нашвилле, и Теннессийская армия практически перестала существовать. Сражение при Нашвилле стало последним большим сражением той войны в Теннесси, а небольшое сражение при Энтони-Хилл 25 декабря стало последним боевым столкновением войны на территории штата.
Всего в годы войны около 100 000 тенессийцев сражались в рядах армию Юга и 32 000 человек в армиях Севера. Помимо этого количества, примерно 20 000 чернокожих были набраны в федеральную армию.

## Послевоенный период

### Эпоха реконструкции

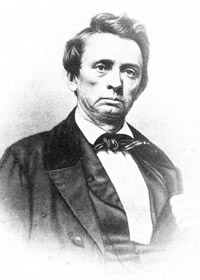
Губернатор Уильям Браунлоу.

С весны 1862 года штат Теннесси находился под федеральным военным управлением, которое возглавлял губернатор Эндрю Джонсон. В январе 1865 года юнионисты штата собрались на конвент, который принял поправки к конституции штата: было запрещено рабство, были отменены постановление о сецессии и членство в Конфедерации, объявлены недействительными все решения, принятые правительством штата после 6 мая 1861 года, утверждены все административные назначения Джонсона, и назначены губернаторские выборы на 4 марта. Единственным кандидатом на выборы был выдвинут юнионист Уильям Гэннэуэй Браунлоу. Поправки были приняты 22 февраля (явка была небольшой, проголосовало всего 25 293 человек). Джонсон сложил с себя полномочия военного губернатора и уехал в Вашингтон, где стал вице-президентом при Аврааме Линкольне.
Штат Теннесси был так разорён войной, что дорогу из Мемфиса в Чаттанугу сравнивали с дорогой из Москвы в дни отступления Наполеона. Разорённая экономика и социальная жизнь требовали осторожных мер по восстановлению, но у власти в штате оказался неподходящий для этого человек. Браунлоу стал губернатором 5 марта. Его биограф писал, что «было странно и довольно опасно вручать такому человеку, как Браунлоу, власть над миллионом человек». Он сразу же потребовал ужесточения криминальных законов, лишения всех бывших конфедератов права голоса, призвал ратифицировать 13-ю поправку и как можно скорее выбрать делегатов в Конгресс США. Поправка была ратифицирована легислатурой единогласно, и одновременно были введены законы о подстрекательстве к мятежу. Но начала формироваться и оппозиция из консерваторов: в начале 1866 года Браунлоу и его сторонникам с трудом удалось принять новый, более жёсткий закон о выборах.
19 июля 1864 года легислатура штата ратифицировала 14-ю поправку, а через 3 дня Конгресс США признал Теннессийское правительство, допустил конгрессменов от Теннесси в Конгресс и восстановил прежнее положение штата в Союзе. Резолюция Конгресса была подписана президентом 23 июля. Новыми сенаторами от Теннесси стали Джозеф Фоулер и Дэвид Паттерсон. В начале 1867 года теннессийские радикалы начали бороться за перевыборы Браунлоу и 26 февраля, чтобы получить дополнительные голоса, приняли закон о праве голосования для чернокожих. Браунлоу получил право лично командовать нацгвардией штата и право признать недействительными выборы в любом округе штата. В день выборов Браунлоу получил 74 034 голосов за и 22 550 голосов против, и все кандидаты от радикалов прошли в Конгресс США. Осенью 1867 года, когда Конгресс рассматривал импичмент президенту Джонсону, теннессийские конгрессмены единодушно высказались за импичмент.

Мемфис в 1870 году.

Недовольство консерваторов выразилось в формировании многочисленных тайных обществ из которых самым известным стал Ку-Клукс-Клан, зародившийся в теннессийском городе Пуласки. К 1867 году он превратился из частного клуба в большую политическую организацию. Он был активен два года и повлиял на то, что на президентских выборах 1868 года теннессийские республиканцы победили с небольшим перевесом. 25 февраля 1865 года Браунлоу покинул пост губернатора и перешёл в сенат США (на место Паттерсона), и поскольку Ку-Клукс-Клан фактически добился своей цели, он, предположительно, был распущен в Теннесси. Должность губернатора занял спикер Сената Девитт Сентер. Он слегка смягчил законы, введённые Браунлоу. Летом 1869 года Сентер победил на выборах, но консерваторы захватили контроль над легислатурой. Это означало конец власти радикалов и конец политики реконструкции в Теннесси. Сам Сентер почувствовал, что у радикализма нет будущего в Теннесси, и перешёл в ряды консерваторов.
Новый состав легислатуры сразу отменил самые одиозные законы, принятые в эпоху Браунлоу. Радикалы сопротивлялись, они надеялись уговорить федеральные власти признать выборы Сентера незаконными, просили Конгресс вернуть в Теннесси режим военной реконструкции, но эти попытки ни к чему не привели.

### Позолоченный век

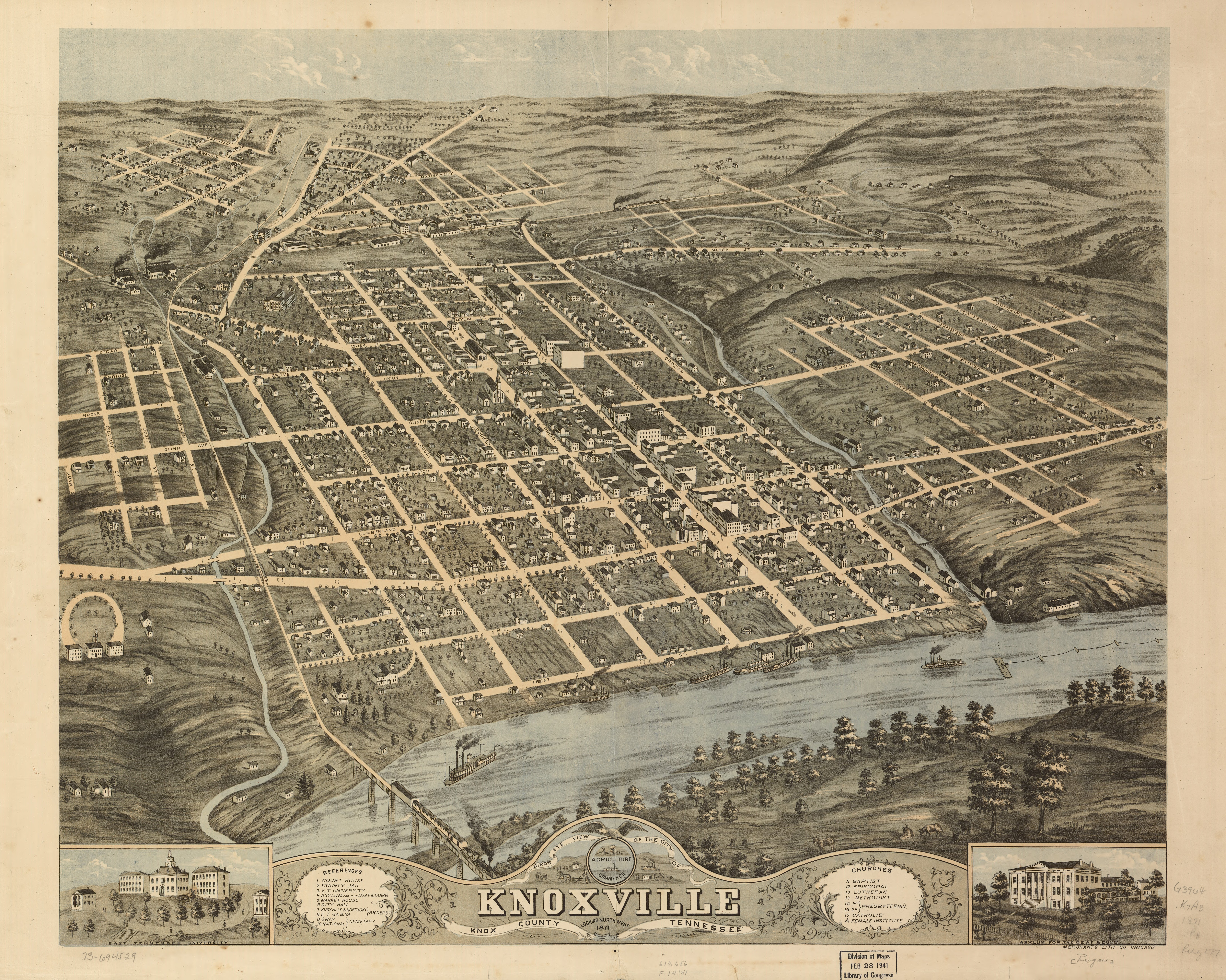
Ноксвилл в 1871 году

10 января 1870 года собрался конституционный конвент Теннесси, делегатами которого были, в частности, четыре бывших генерала Конфедерации. Джон Браун был выбран президентом конвента. Конвент разработал новую конституцию Теннесси, которая просуществовала до 1953 года. Ратификация была назначена на 26 марта. Радикалы пытались её сорвать и настаивали на введении федеральной армии в штат, но президент Грант отказался вмешиваться, в результате чего в назначенный день конституция Теннесси была ратифицирована (98 128 — 33 872). В ноябре прошли губернаторские выборы по новой Конституции, на которых победили демократы, и Джон Браун, хорошо проявивший себя на конвенте, был избран губернатором (78 979 — 41 500). Демократы заняли 20 из 22-х мест в сенате штата, 60 из 75-ти мест в Палате представителей и 6 из 8-ми мест в Конгрессе США. В 1872 году Браун был переизбран на второй срок (97 000 — 84 089). В 1875 году Эндрю Джонсон был выдвинут в сенат на место Браунлоу, но умер летом того же года. В 1876 году прошли президентские и губернаторские выборы. на губернаторских был переизбран губернатор Портер, а на президентских выборах в штате победил демократ Сэмуэл Тилден, но президентом стал Ратерфорд Хейс, который назначил теннессийского сенатора Дэвида Ки на должность генерального почтмейстера.
В 1878 году губернатор Портер решил не переизбираться на второй срок. Его преемником стал кандидат от демократов Альберт Маркс — бывший рядовой армии Конфедерации, потерявший ногу в сражении при Стоунс-Ривер. Вопрос внешнего долга штата был главной темой предвыборной гонки. Эти споры угрожали единству демократической партии, но раскола удалось избежать, выдвинув в 1882 году в губернаторы Уильяма Бейта — популярного политика, бывшего генерала армии Конфедерации. Популярность помогла ему переизбраться в 1884 году. Когда его срок подошёл к концу, снова потребовался человек, способный объединить конфликтующие фракции в партии, и им стал Роберт Тейлор. Республиканцы, опасаясь Тейлора, выдвинули кандидатом его родного брата, Альфреда Тейлора. Демократы и республиканцы избрали своими символами алую и белую розы, из-за чего выборы 1886 года стали называть «Войной роз». Роберт с небольшим перевесом победил своего брата (126 151 — 109 837).
В 1870-е и 1880-е годы многие негры активно участвовали в политических процессах, обычно голосуя за республиканцев. Чернокожий Сэмпсон Кибл в 1872 году попал в Палату представителей штата, а Уильям Ердли был кандидатом в губернаторы в 1876 году. В 1880-х годах ещё несколько чернокожих попадали в легислатуру штата. Ни один, однако, не попал в Конгресс США.

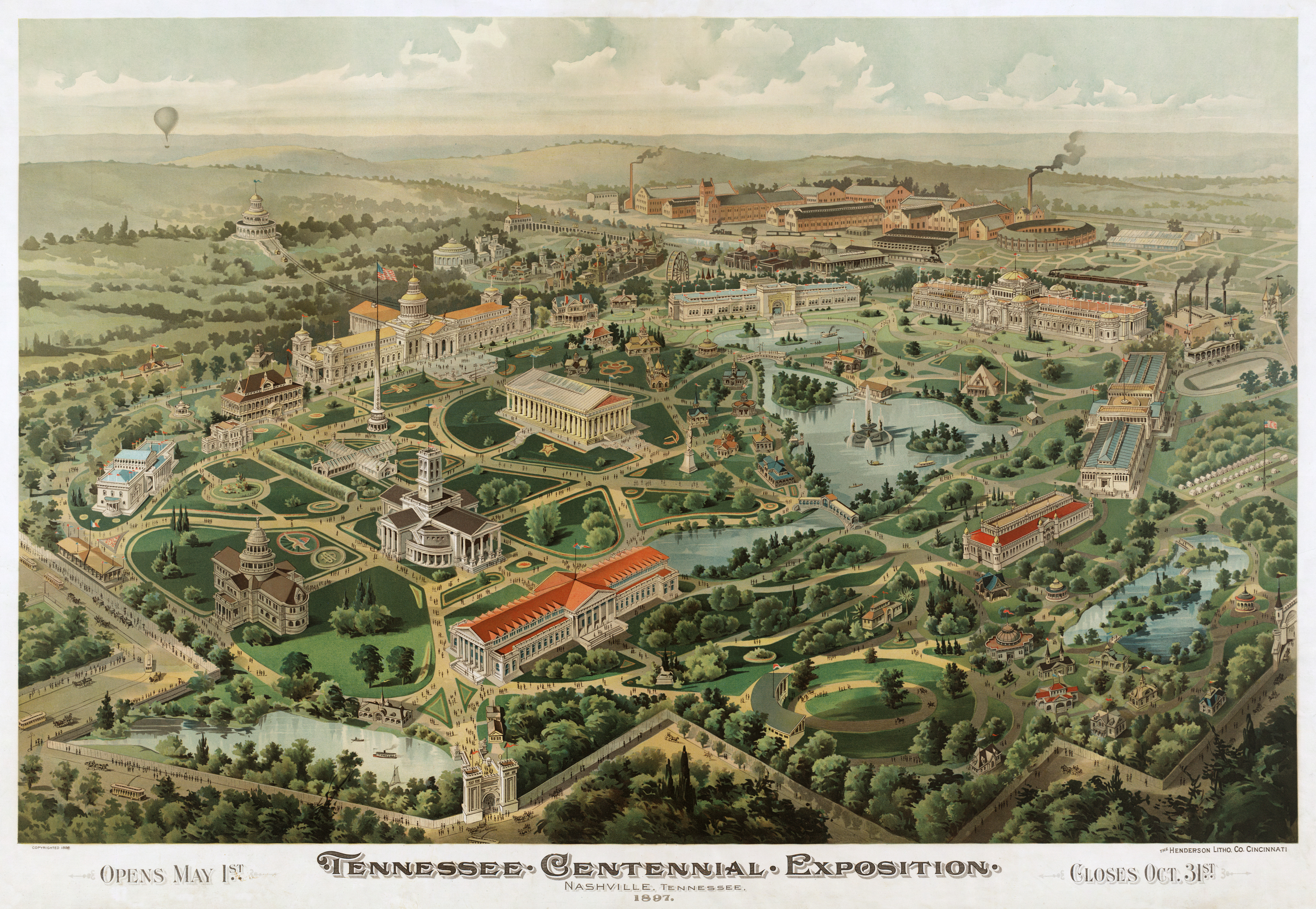
Павильоны выставки 1897 года в Нашвилле

В те годы тяжёлое положение сельского хозяйства привело к формированию ещё одной политической партии, Фермерского альянса, теннессийское отделение которой возглавил Джон Бьюкенен. В итоге в губернаторских выборах 1890 года участвовали кандидаты от трёх партий. Победил в них Бьюкенен, а члены альянса стали доминировать в легислатуре. Однако новому губернатору не хватало личной харизмы, он не пошёл на второй срок как кандидат от партии, а участвовал в выборах как независимый кандидат. Победил, однако, демократ Питер Тёрней. Ему удалось победить и на выборах 1894 года, но его победа привела к конфликту в партии, и для сохранения единства партии пришлось снова выдвинуть в губернаторы Роберта Тейлора.
Последние десятилетия века вошли в историю США под названием «Позолоченный век»; это была эпоха материализма, прагматизма и коррупции, но в эти же годы прошли и многие социальные реформы. В Теннесси была усовершенствована система школьного образования, усовершенствованы колледжи и университеты, был открыт Вандербильтский университет и Университет Теннесси в Чаттануге. В 1897 году в Нашвилле прошла Международная промышленная выставка.

### Испано-американская война
Когда в 1898 гоу началась война с Испанией, штат Теннесси выставил четыре пехотных полка. 1-й Теннессийский под командованием Уильяма Смита сражался на Филиппинах, где Смит погиб. 2-й Теннессийский под командованием Келлера Андерсона, 3-й Теннессийский под командованием полковника Файфа, и 4-й Теннессийский под командованием Джорджа Брауна, были отправлены на Кубу, но почти не участвовали в боевых действиях. Многие участники войны прославились впоследствии: Корделл Халл, будущий губернатор Бен Хупер и будущий сенатор Лоуренс Тайсон. Броненосец USS Nashville под командованием теннессийца Мэйнарда считается кораблём, сделавшим первый выстрел в той войне.

## XX век
В начале века Теннесси оставался в основном сельскохозяйственным штатом. 20 % всей индустрии занимала мукомольная промышленность, центром которой был Нашвилл. Вторым по важности было производство пиломатериалов: город Мемфис стал крупнейшим в мире рынком этой продукции. На третьем месте находилось производство железа и стали, в котором было занято около 2000 человек. В Теннесси было 16 крупных литейных заводов, которые пользовались наличием хороших запасов угля и железной руды. Всего в начале века капитализация промышленности достигла $71 182 966, а общая сумма налогов с рабочих достигла $14 727 506.

### Прогрессивизм в Теннесси
На губернаторских выборах 1902 года победил демократ Джеймс Фрейзер, который призвал улучшить финансирование школ в штате. В эти годы в Теннесси ширилось движение за запрет алкоголя, права женщин и права рабочих. Борьба против алкоголя привела к тому, что в январе 1903 года легислатура ввела запрет на продаже алкоголя в городах с населением менее 5000 человек. В 1904 году Фрейзер был переизбран на новый срок. В марте 1905 года умер сенатор Уильям Бейт; губернатор Фрейзер занял его место, в результате чего началась ожесточённая борьбы за освободившееся место губернатора, которая подрывала единство демократической партии. Губернатором стал Малкольм Паттерсон, который провёл в штате несколько прогрессивистских реформ. Алкоголь быз запрещён во всех городах, кроме четырёх самых крупных. На выборах 1908 года сильным соперником Паттерсона был сенатор Эдвард Кармак, но он неожиданно погиб на дуэли. Его сторонники сформировали фракцию, известную как Индепенденты. Она объединилась с республиканцами (процесс, известный как «смешение» — fusion) и им удалось в 1910 году провести в губернаторы республиканца Бена Хупера. Он получил 133 074 голосов против 121 694 у его конкурента. Он стал четвёртым губернатором-республиканцем в истории штата.
В 1912 году губернаторские выборы совпали с президентскими выборами. Прогрессивисты штата Теннесси выдвинули своего кандидата на губернаторские выборы, но республиканцы предпочти переизбрать Хупера. На президентских выборах победил демократ Вудро Уильсон, что дало надежду теннессийским демократам на победу, но вопреки ожиданиям Хупер был переизбран 124 641 голосами против 116 610 у его соперника Бентона Макмиллана. К 1914 году споры о запрете алкоголя потеряли свою остроту, что ослабило союз республиканцев и индепендентов, и это не позволило Хуперу переизбраться на новый срок. Губернатором стал демократ Томас Рай, в результате чего Теннесси фактически вернулся к двухпартийной системе. Новый губернатор сразу потребовал строгого исполнения антиалкогольных законов, но также уделял внимание образованию, здравоохранению и охране животных. Легислатура отменила смертную казнь за все преступления, кроме изнасилования. В 1916 году Рай легко переизбрался на новый срок. Он предлагал созвать конвент для внесения поправок в Конституцию, но это предложение было отклонено.

### Первая мировая война
К 1917 году США придерживались нейтралитета в Первой мировой войне, но население Теннесси уже готовилось к вступлению в конфликт: национальную гвардию штата вернули из Мексики и провели дополнительный набор. 6 апреля 1917 года Конгресс принял решение вступить в войну, и конгрессмены от Теннесси единогласно поддержали это решение. Население Теннесси согласилось платить повышенные налоги и экономить на еде. Под подозрением оказались теннессийские немцы, что привело к переименованию ряда населённых пунктов и отмене преподавания немецкого языка в ряде колледжей. Около Нашвилла был построен пороховой завод, который стал крупнейшим предприятием военной промышленности в штате. Пищевую промышленность штата курировал профессор Харкур Морган, которому удалось решить проблему поставок муки и сахара в армию без введения ограничений на их потребление в штате.
В апреле 1917 года полки теннессийской национальной гвардии были приняты на федеральную службу. 13 апреля в Нашвилле были приняты 1-й и 3-й пехотные полки, а в сентябре к ним присоединились 1-й полк полевой артиллерии под командованием полковника Люка Ли и 2-й пехотный полк под командованием подполковника Джеймса Глизона, и в итоге общая численность теннессийских частей достигла 7065 человек. Эти полки были объединены с полками других штатов в 30-ю пехотную дивизию, которая была отправлена во Францию и 17 августа 1918 года прибыла на Западный фронт. Она приняла участие в Ипр-Лисском наступлении и в битве на Сомме. Среди офицеров флота самым известным теннессийцем был адмирал Альберт Гливс, который отвечал за переброску американских войск в Европу.
Самым известным теннессийцем той войны стал капрал Элвин Йорк, который служил в 328-м пехотном полку. Во время Мёз-Аргоннского наступления в одиночном бою он убил 20 немецких военных, взял в плен 131 рядовых и одного офицера. Он получил звание сержанта, Крест «За выдающиеся заслуги» и Медаль Почёта. В США он традиционно считается самым знаменитым рядовым войны.
Всего в годы войны в армию было мобилизовано 61 069 человек, из них 43 730 белых и 17 339 чернокожих. Из них погибло 3836 человек и ещё 6190 пришлось на иные виды потерь. В 1918 году в Теннесси вспыхнула эпидемия Испанского гриппа, от которого только в Чаттануге погибло 5848 человек, а в Нашвилле более 1300 человек. Всего в Теннесси зарегистрировано 7721 умерших. Особо тяжело пострадал оружейный завод Дюпона под Нашвиллом.

### Теннесси в 1920-е годы

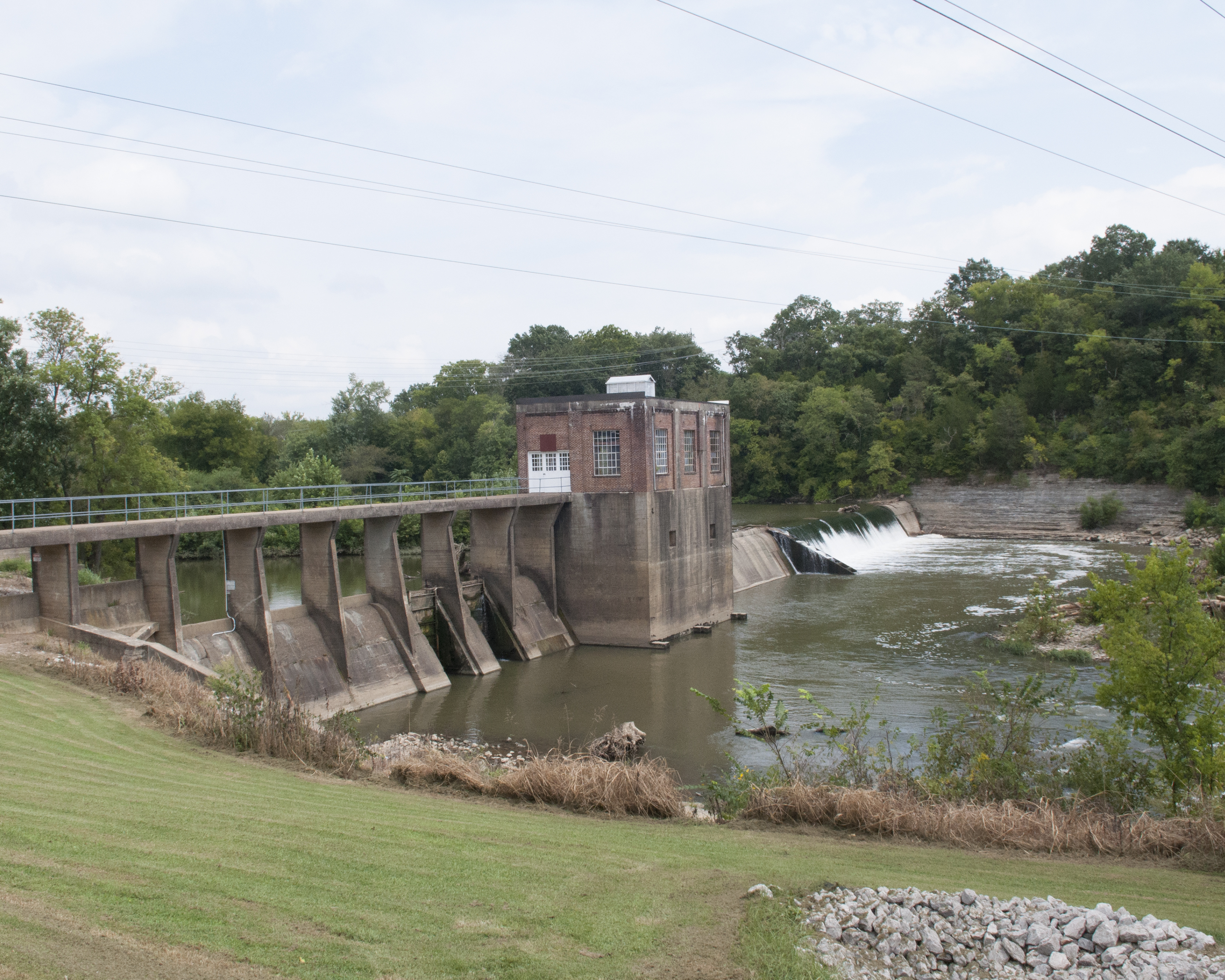
Колумбийская гидростанция, построенная в 1925 году

В начале 1919 года губернатором Теннесси стал Альберт Робертс, при котором началось обсуждение «Сухого закона» (18-й поправки). Поправка была принята подавляющим числом голосов, и Теннесси стал 23-м штатом, принявшим Сухой закон. Он вступил в силу 16 января 1920 года. В 1919 году была принята поправка к конституции штата, давшая женщинам право голосования на муниципальных и президентских выборах. Летом 1920 года в легислатуре началось обсуждение 19-й поправки. Сенат принял её 25 голосами против 4-х, но в Палате представителей голосование зашло в тупик (48-48). В итоге депутат Харри Бёрн изменил свой голос в пользу ратификации (считается, что под влиянием письма от матери) и поправка была принята. На президентских выборах 1920 года победил республиканец Уоррен Гардинг, а на губернаторских выборах в штате Робертс проиграл республиканцу Альфреду Тейлору. 1920 год стал тем редким годом, когда теннессийцы голосовали за республиканцев. Однако уже на следующих выборах Тейлор проиграл, и губернатором стал демократ Остин Пей.
В 1920-е годы в Теннесси обострились споры между христианскими фундаменталистами, которые настаивали на буквальном толковании Библии, и модернистами, допускающими вольное понимание. Постепенно эти споры свелись в дискуссии о происхождении человека. Теннессийцы были хорошо знакомы с книгой Дарвина «Происхождение видов», часто обсуждали её в прессе, и тема вышла на первый план в общественных дискуссиях. На сессии легислатуры 1925 года по инициативе депутата Джона Батлера был принят закон, известный как Акт Батлера, который запрещал преподавание дарвинизма в школах штата. Губернатор Пей получил много писем с просьбой отменить этот закон, но он был убеждённым сторонником этой меры. В том же году в городе Дейтон прошёл суд над учителем Джоном Скоупсом, известный как «Обезьяний процесс». В разбирательстве участвовало множество известных адвокатов, и оно привлёк внимание всей страны. В итоге Скоупс был признан виновным и приговорён к штафу в $100. Религиозные споры в штате продолжились, и Теннесси в те годы пережил период религиозной активности, сравнимый с эпохой Ривайвелизма.

### Депрессия и Новый курс

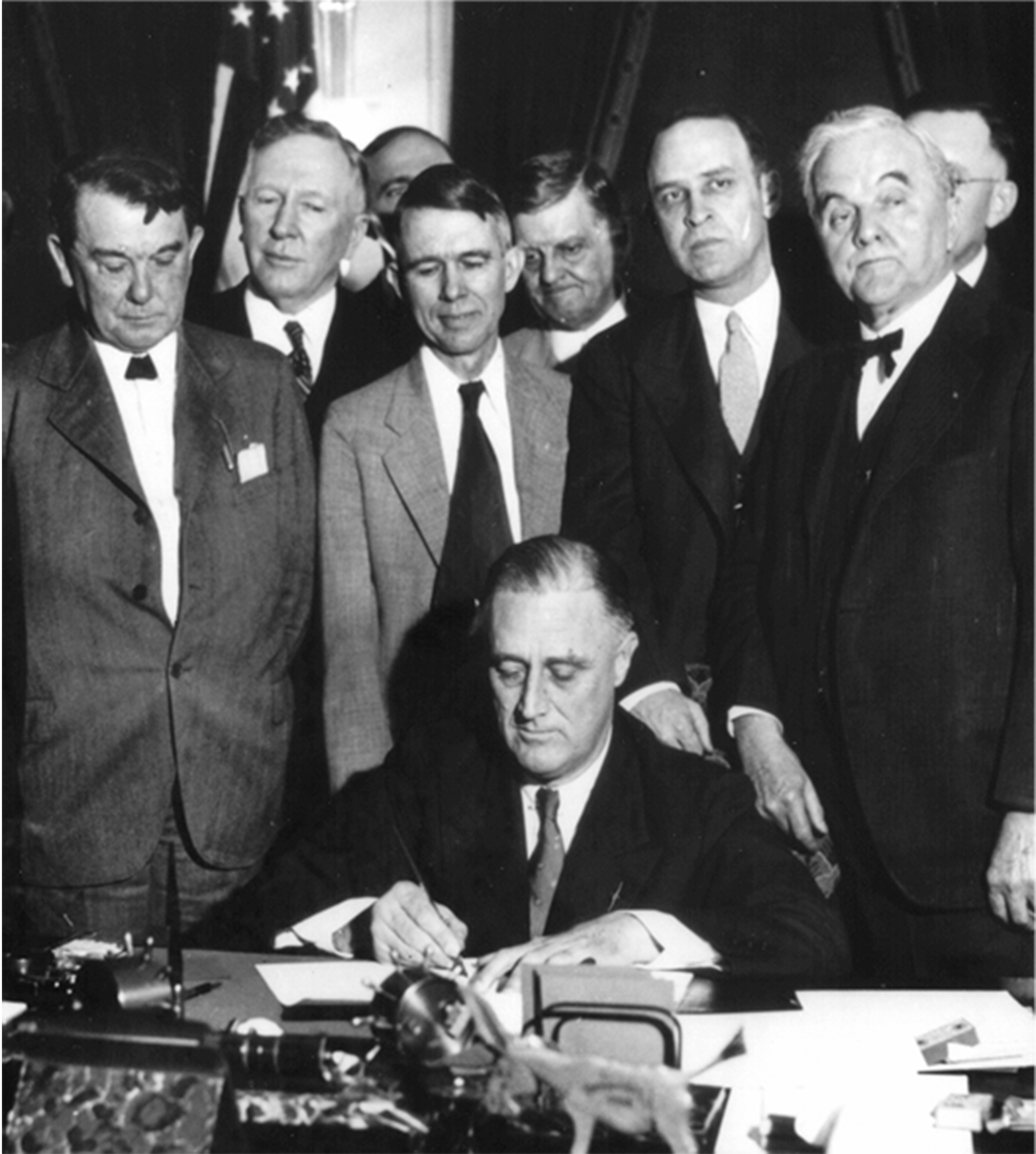
Президент Рузвельт подписывает приказ о создании Администрации Долины Теннесси 18 мая 1933 года

Биржевой крах 1929 года привёл к началу Великой Депрессии, которая сильно скомпрометировала президента Гувера и Республиканскую партию. На губернаторских выборах губернатор Хортон легко победил республиканца Артура Брюса. Но кризис продолжался, банки в Теннесси разорялись, а в 1931 году губернатора даже обвинили в причастности к этим разорениям. В такой обстановке Хортон не пошёл на перевыборы в 1932 году и губернатором стал Гарри Макаллистер, который, как казалось, знает какие-то способы спасения экономики штата. На президентских выборах того года победил демократ Франклин Рузвельт, который сразу начал приводить в исполнение программу Нового Курса, часть которой была нацелена на спасение экономики Теннесси.
В те годы длительные засухи нанесли тяжёлый удар по сельскому хозяйству Теннесси. Кроме того, образовалось избыточное количество хлопка, который не на что было купить. Разорение фермеров сказалось и на промышленности. Многие заводы остановили производство, в частности Ford Motor Company в Мемфисе. Выросли долг штата, и начались проблемы с их обслуживанием. Рузвельт в первый же год президентства обратил внимание на штат и предложил программу развития долины реки Теннесси, для чего предлагал создать специальную комиссию, известную как Администрация долины Теннесси (TVA). Теннесси и прилегающие штаты поддержали инициативу, а республиканцы обвинили Рузвельта в копировании советской плановой системы. В долине появились системы предотвращения наводнений, построены гидроэлектростанции и дамбы. Первой стала Дамба Вильсона, потом были построены ещё около 20 подобных сооружений. В результате производство электроэнергии увеличилось в 10 раз к 1945 году и удвоилось к 1952 году. Дешёвая электроэнергия привела к быстрому развитию промышленности, а население долины, ранее не знавшее электричества, начало активно использовать электрические товары. Кроме этого, расширялись леса, оптимизировалось использование земли, а количество промышленных рабочих удвоилось к 1953 году. Программа постепенно превратила Теннесси в крупный индустриальный штат и изменила к лучшему жизнь тысяч теннессийцев.

### Вторая мировая война

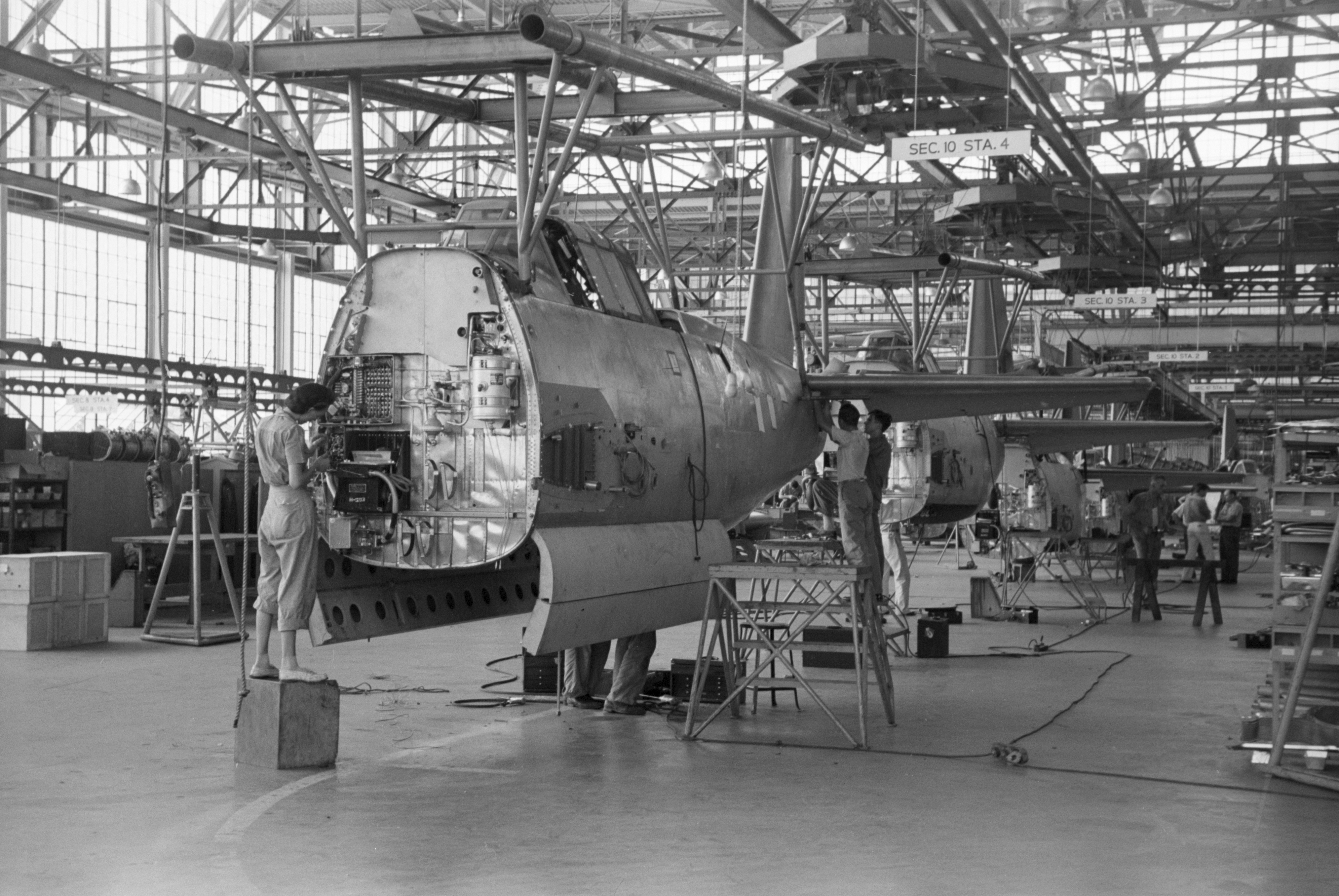
Сборка бомбардировщика Vultee A-31 Vengeance на заводе в Нашвилле

Когда в декабре 1941 года началась война с Японией, губернатор Купер сразу же сформировал Теннессийский Совет Обороны, к управлению которым привлёк генерала Литла Брауна и ещё двух человек. Около Чаттануги в форте Оглторп был открыт призывной пункт, который потом переместился в Кэмп-Форрест. Сразу пришлось ввести ограничение на потребление некоторых товаров, в первую очередь на автомобильный шины, а затем на кофе и сахар, на которые были введены талоны. Из-за сокращение потребления бензина жители штаты стали активнее пользоваться общественным транспортом, и само производство гражданских автомобилей было приостановлено. Военная промышленность начала создаваться ещё до войны: так, в 1940 году был открыт пороховой завод фирмы DuPont, производивший порох для Франции. В том же году был открыт авиационный завод фирмы Vultee Aircraft в Нашвилле, который производил самолёты для Великобритании, а позже прозводил истребители P-38 для армии США. После вступления США в войну открылось ещё несколько заводов, из которых самым известным стал Oak Ridge Atomic Bomb Plant, открытый в 1942 году.
В Теннесси было открыто множество тренировочных центров, в их числе авиационный центр в Смирне, который готовил лётчиков для бомбардировщика B-24. В годы войны в армию вступило 308 199 человек — почти 10 % населения штата. Из них 5731 человек погибло на фронтах войны. 6 теннессийцев были награждены Медалью Почёта. Нехватка мужчин привела к привлечению женщин к работе в промышленности, и к 1944 году их численность достигла 21 000 человек. Это была временная мера, но тем не менее количество женщин, занятых в промышленности, значительно выросло к началу 1950-х годов. Увеличилось и количество занятых в промышленности чернокожих. За военное десятилетие их количество в Мемфисе выросло с 121 550 до 150 000, а в Нашвилле с 7000 до 59 000. Администрация Рузвельта предпринимала меры против дискриминации женщин и чернокожих, хотя и не изжила её полностью. Одновременно началась миграция сельских жителей в города, так что с 1940 по 1960 год сельское население штата сократилось вдвое.

### Теннесси в 1950-е годы
К 1950 году население Теннесси достигло 3 292 178 человек. Быстрее всего росло население Западного Теннесси за счёт города Мемфис. Количество промышленных рабочих приближалось к количеству сельскохозяйственных: в 1950 году из 1 135 646 рабочих в сельском хозяйстве было занято 247 372 человек, а в промышленности — 239 427. Производство сельскохозяйственной продукции снижалось из-за федеральной регуляции: в 1958 году штат производил 419 000 тюков хлопка против 510 000 тюков в 1925 году. В те годы множество чернокожих мигрировало в северные штаты, так что неграми были 3/4 всех приезжих Теннессийцев в Чикаго и Кливленде, но этот отток компенсировался миграцией с юга, в основном из Миссисипи и Арканзаса. Эти изменения порождали множество проблем, в частности, связанных с межрасовыми отношениями. В мае 1854 года Верховный Суд США в деле Браун против Совета по образованию объявило незаконной сегрегацию в школах. Чернокожее население требовало десегрегации и остальных сфер жизни, и по штату прошло множество сидячих забастовок. Другой проблемой стал рост беспризорных, так что штату пришлось предпринимать меры по созданию парков, бассейнов и иных способов занять детей. И всё равно исправительные учреждения оставались перегружены. Проблемы порождало и перенасыщение городов транспортом. Была предпринята попытка строить объездные дороги, но они не дали желаемого эффекта, особенно в Мемфисе.
На выборах 1948 года губернатором штата стал ветеран войны Гордон Браунинг, но у него возникла сильная оппозиция, и на выборах 1952 года его победил другой демократ и ветеран войны, Франк Клемент. Несмотря на этот успех демократов, на президентских выборах того года в Теннесси победил республиканец Дуайт Эйзенхауэр. В 1953 году в Теннесси прошёл конституционный конвент, который увеличил губернаторский срок до 4 лет. Клемент был переизбран на новй срок и стал последним губернатором, отслужившим двухлетний срок и первым, отслужившим четырёхлетний. В 1958 году его сменил демократ Бьюфорд Эллингтон, который придерживался экономии и не вводил новых налогов, поэтому его срок был относительно спокойным.

### Теннесси в 1960-е годы
Во время президентских выборов 1960 года губернатор Эллингтон был председателем конвента демократической партии и поддерживал Линдона Джонсона. В ноябре того года президентом стал Кеннеди, хотя Теннесси голосовал за республиканца Никсона. После этого республиканцы в штате постепенно набирали силу, пользуясь раздражением, которое вызывали у населения либеральные реформы. В 1962 году губернатором снова стал Френк Клемент, но его популярность постепенно падала. В ноябре 1863 года Кеннеди был убит, его место занял Линдон Джонсон, который в 1964 году был избран президентом. Год был неудачным для республиканцев: Теннесси проголосовал за демократа Джонсона на президентских выборах и переизбрал сенатором демократа Альберта Гора-Старшего. Теперь демократами были губернатор и оба сенатора. Это произошло потому, что в 1960-х чернокожие стали оказывать большее влияние на исход выборов.
Успехи республиканцев начались в 1966 году, когда на сенатских выборах впервые победил республиканец: им стал Говард Бейкер. По мере того, как ширилось движение за гражданские права, демократы получали всё больше голосов чернокожих, а республиканцы всё больше голосов белых. Некоторые южные штаты препятствовали голосованию чернокожих, но в Теннесси такой практики не было. В 1968 году приближались президентские выборы, Линдон Джонсон попал под критику из-за Вьетнамской войны и потерял шансы на переизбрание, в апреле был убит Мартин Лютер Кинг, а в июне — нью-йоркский сенатор Роберт Кеннеди. На выборах в ноябре победил республиканец Никсон, получив 43 % по стране и 38 % в Теннесси. Позиции республиканцев в Теннесси усилились. Общественное мнение стало изменяться в их пользу. Сенатор Гор терял популярность, а бывший губернатор Клемент погиб в автокатастрофе в 1969 году. В итоге на губернаторских выборах 1970 года победил республиканец Уинфилд Данн.

### Теннесси в 1970-е годы

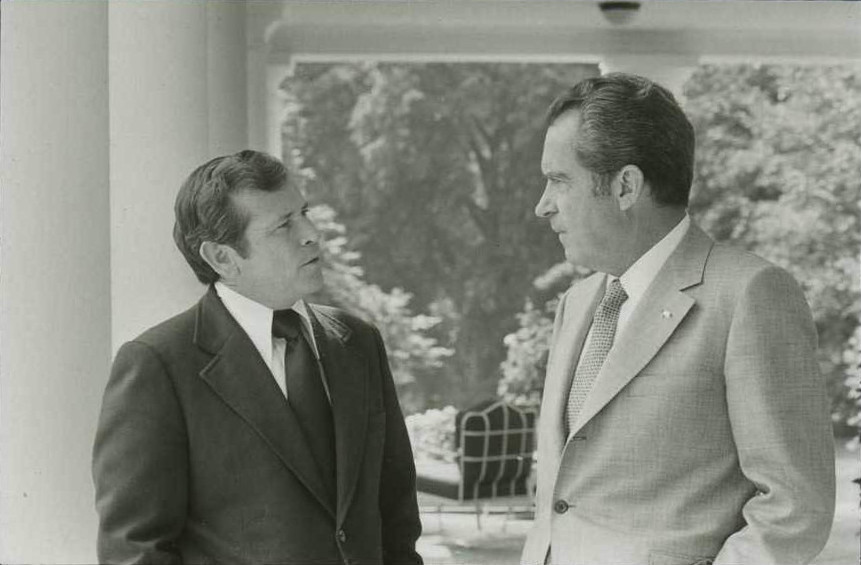
Президент Никсон и сенатор Бейкер в 1972 году

К 1970 году общество Теннесси уже устало от либеральной программы демократов, поэтому Данн, популист и консерватор, вызывал всеобщие симпатии. Впервые, не считая специфических условий 1871 года, республиканцами были и губернатор и оба сенатора. Но демократы ещё доминировали в Палате представителей штата и в муниципалитетах. Данн старался наладить с ними хорошие отношения. В свой губернаторский срок он старался сокращать расходы правительства, добивался увеличения количества детских садов, предлагал поднять зарплату госслужащим и улучшал систему помощи душевнобольным. Его предложения по детским садам были отклонены из-за финансовых проблем. При Данне законодатели Теннесси ратифицировали 26-ю поправку, которая снижала минимальный возраст для голосования до 18 лет. Сенатор Бейкер был главным сторонником этого решения, что дало ему поддержку молодёжи. В 1971 и 1972 годах штат и страна готовились к президентским выборам. Несмотря на Уотергейтский скандал, Никсон победил в Теннесси и в стране, а сенатор Бейкер был переизбран на новый срок.
В апреле 1973 года в Мемфисе открылась компания Federal Express, которая стала заниматься почтовыми и грузовыми перевозками. Со временем она стала крупнейшей транспортной компанией в мире, которая работает в 212 странах и имеет воздушный флот размером в 596 самолётов. Она стала крупнейшей частной компанией в Теннесси, обеспечивая 26 000 рабочих мест только в Мемфисе, а Мемфисский аэропорт стал одним из самых загруженных аэропортов США.
Осенью 1973 года президент Никсон приезжал в Теннесси на съезд губернаторов-республиканцев, но уже летом 1974 года Уотергейтский скандал принял такие масштабы, что он был вынужден подать в отставку. Это стало тяжёлым ударом для теннессийских республиканцев, которым теперь было трудно удержать позиции в штате. На губернаторских выборах в ноябре 1974 года демократ Рей Блэнтон с большим отрывом победил республиканского кандидата Александра Ламара. Впервые в истории штата чернокожий (Гарольд Форд) прошёл в Конгресс США. В 1976 году на президентских выборах победил демократ Джимми Картер, в те же дни Альберт Гор-Младший вошёл в политику, став конгрессменом от Теннесси. Демократы теперь контролировали и Конгресс и штат Теннесси и стали всемогущи. Бейкер, однако, сумел удержаться в сенате. Блэтон между тем много путешествовал, агитируя за иностранные инвестиции, отстаивал права женщин, и создал первый в США Департамент туризма. В 1978 году он добился принятия поправки к конституции, дающей ему право переизбираться на второй срок. В том же году на губернаторских выборах победил Александр Ламар, протеже сенатора Бейкера, и демократы снова лишились монополии на власть в штате.

### Теннесси в 1980-е годы
В 1980 году на фоне кризиса, связанного с Иранской революцией, началась предвыборная гонка, в которой сначала участвовал сенатор Бейкер, но он вскоре снял свою кандидатуру. На выборах в ноябре президентом стал Рональд Рейган, республиканцы вернулись к власти, а сенатор Бейкер стал лидером партийного большинства. В Теннесси теперь республиканцами были губернатор и один сенатор, поэтому губернатору приходилось договариваться с демократическим большинством. Он поднял зарплаты госслужащим и на год, до 19 лет, поднял минимальный возраст потребления алкоголя. Поддержка Рейгана помогла ему легко переизбраться на второй срок в 1982 году. В том же году в Палату представителей США прошёл республиканец Дон Сандквист. Политическая обстановка была спокойной вплоть до осени 1984 года, когда Рейган был переизбран на президентских выборах, а Альберт Гор прошёл в сенат, так что губернатор Ламар остался единственным республиканцем на высшей должности. На выборах 1986 года бывший губернатор Данн был кандидатом от республиканцев, но победил демократ Нед Макуэртер. Теперь демократы полностью контролировали Теннесси.
В последующие годы баланс сил не менялся: в 1988 году президентом снова стал республиканец, а в 1990 году губернатор Макуэртер и сенатор Гор так же были переизбраны на новые сроки.
В 1980-е годы в штате сложились условия, выгодные для развития промышленности (хорошие коммуникации, водные и энергетические ресурсы и т. д.). В 1980 году японская фирма Nissan решила, что Теннесси лучше всего подходит для размещения их завода, и уже в 1983 году начала производство грузовиков около Смирны. Штат предоставил фирме выгодные налоговые условия и тем получил 2000 рабочих мест с высокими зарплатами. В те годы в Теннесси работало около десятка японских кампаний, но Nissan была крупнейшей из них (на неё ушла 6-я часть всех японских инвестиций в США). В 1985 году фирма General Motors создала кампанию Saturn, производящую автомобили по образцу японских, и так же разместила свой завод в Теннесси — в Спринг-Хилле. За десятилетие автомобильная промышленность стала ведущим сектором экономики в штате.

### Теннесси в 1990-е
В 1992 году президентом США стал Билл Клинтон, а Альберт Гор стал вице-президентом и покинул сенат. Его место в сенате занял демократ Харлан Мэтьюз. Между тем стала меняться обстановка в округе Шелби — самом населённом округе штата, который традиционно был форпостом демократов. Он пережил приток мигрантов, которые в массе были сторонниками республиканизма. В 1994 году республиканцы заняли все высшие административные посты в округе, что стало их самой впечатляющей победой в масштабах страны. Это повлияло на исход ноябрьских выборов: республиканские кандидаты победили на выборах губернатора и обоих сенаторов: Дон Сандквист с большим отрывом победил Фила Бредсена, а сенаторами стали Фред Томпсон и Билл Фрист. Выборы в Теннесси стали частью общенациональной победы республиканцев: теперь количество республиканских губернаторов увеличилось с 20 до 30, сенаторов с 44 до 53, а членов Палаты представителей — с 178 до 230.

## XXI век

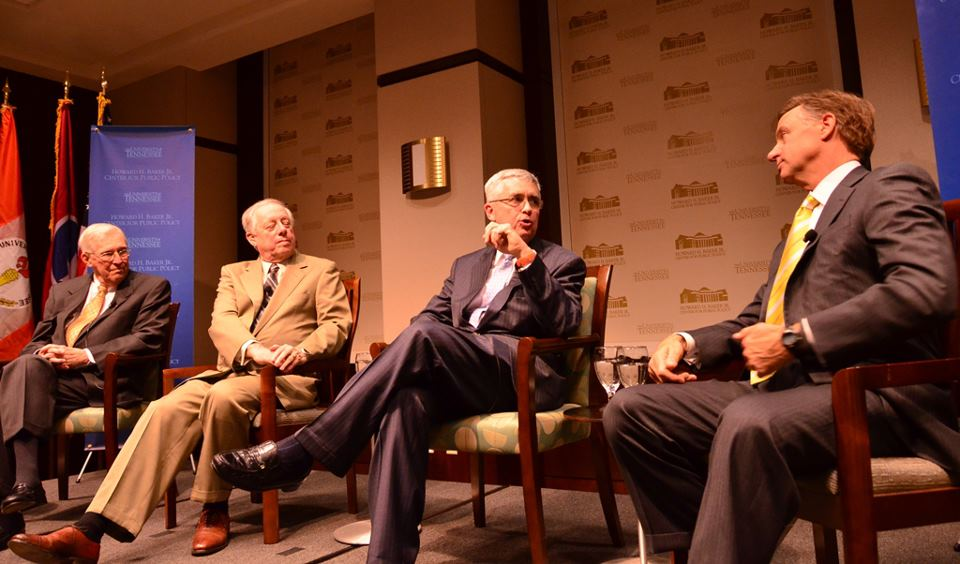
Губернаторы Хэслем, Бредисен и Сандквист в 2013 году

На президентских выборах 2000 года Демократическая партия выдвинула Альберта Гора кандидатом в президенты. Однако штат Теннесси становился всё более и более консервативным, а Гор всё более уклонялся влево, и в итоге он проиграл выборы в Теннесси, в своём собственном штате, а Джордж Буш получил голоса 51 % теннессийцев. На губернаторских выборах 2002 года в Теннесси победил демократ Фил Бредисен, который обещал улучшить систему управления в штате, совершенствовать систему школ и здравоохранения. При нём штат переживал экономический рост, связанный с развитием высокотехнологичного производства (таких, как продукции компании Dell или Hospital Corporation of America). Были реабилитированы центр Нашвилла и Зал славы и музей кантри.
В 2004 году штат Теннесси населяло 5 910 809 человек и он давал 11 делегатов в коллегию выборщиков. На президентских выборах в том году снова победили республиканцы и Буш получил 56,81 % голосов в штате.
в 2010 году в штате прошли губернаторские выборы, на которых республиканец Билл Хэслем набрал 65 % голосов и победил демократа и бывшего губернатора Макуэртера. Он возражал против инициированной президентом программы Affordable Care Act, но не смог предотвратить присоединение штата к программе.
В апреле 2011 года Теннесси сильно пострадал от Массовых смерчей. В тот год в США наблюдалось 1700 торнадо, из них с полдесятка относились к категории EF5. 27 апреля торнадо Хэкленберг - Фил-Кэмпбелл категории EF5, сильнейший с 1955 года, прошёл из Алабамы через Теннесси.
В 2008 году немецкая компания Volkswagen стала искать место для строительства своего завода в США, изучила 300 локаций и остановила свой выбор на Чаттануге. В строительство был инвестирован 1 миллиард долларов, и в апреле 2011 открылся завод Volkswagen Chattanooga Assembly Plant , который начал выпускать автомобили Volkswagen Passat. Завод создал 2400 рабочих мест и косвенно привёл к появлению ещё 12 000 рабочих мест по всему штату.
На президентских выборах 2012 года в США победил Барак Обама, но Теннесси голосовал за республиканцев, поэтому Митт Ромни получил все 11 голосов выборщиков от Теннесси. Республиканец Боб Коркер был переизбран в сенат.
Результаты президентских выборов 2016 года были предсказуемы: Дональд Трамп победил с большим отрывом, набрав 60,7 % голосов и получив все 11 голосов теннессийцев.
В 2019 году республиканец Билл Ли стал 50-м губернатором Теннесси. В его губернаторство Теннесси вышел на первое место в США по темпам роста экономики и пережил беспрецедентное сокращение налогов. Это вызвало приток инвестиций, в частности, от крупных компаний Ford, SK Innovation, In-N-Out Burger и General Motors. Крупнейшим заводом GM в штате является Spring Hill Manufacturing, куда в 2020 году было инвестировано 2 миллиарда долларов на производство автомобилей Cadillac Lyriq.
3 марта 2020 года штат пережил сильный торнадо, 5 марта был зафиксирован первый случай заражения вирусом COVID, а 6 марта губернатор и президент Трамп посетили регион, разрушенный торнадо. 12 марта губернатор ввёл чрезвычайное положение. 13 апреля штат пережил ещё один торнадо, от которого пострадали округа Гамильтон и Брэдли. 30 апреля и 1 мая был снят ряд ограничений, а 20 мая были разрешены общественные мероприятия при условии соблюдения дистанции. В начале января 2021 года началась вакцинация населения и за первый месяц вакцину получили более 221 000 теннессийцев.
На президентских выборах 2020 года Трамп победил с тем же количеством голосов (60,7 %), а республиканец Уильям Хагерти был избран в сенат США.